# Германское гражданское уложение
Герма́нское гражда́нское уложе́ние (нем. Bürgerliches Gesetzbuch, BGB; более точный перевод — Гражда́нский ко́декс, БГБ) — крупнейший и основополагающий закон Германии, регулирующий гражданские правоотношения. Разработан и принят в кайзеровскую эпоху, на излёте «юридического столетия», действует с изменениями и дополнениями вплоть до настоящего времени. В соответствии с принципами пандектной системы состоит из пяти книг (общая часть, обязательственное право, вещное право, семейное право, наследственное право); вводный закон к БГБ уже в первоначальной редакции содержал нормы международного частного права. Кодекс включает более 2 тысяч статей, именуемых параграфами. Отличается высокой степенью точности, разработанности и исчерпывающей полнотой правовых норм и в то же время сложным и абстрактным языком.
БГБ представляет собой наиболее масштабную кодификацию гражданского права конца XIX века. Создание этого кодекса было в числе требований немецкого национального движения, а исходным пунктом для его разработки стало стремление унифицировать и упростить действующее право, устранив раздробленность действовавших в германских государствах правовых систем, тормозившую развитие оборота. Одним из главных источников, использованных при составлении БГБ, послужила фундаментальная научная теория гражданского права, созданная Бернхардом Виндшейдом и другими правоведами-пандектистами. Являясь выдающимся достижением цивилистической мысли Нового времени и шагом вперед в правовом регулировании усложнившихся капиталистических отношений, оказал значительное влияние на частное право ряда государств континентальной Европы, Японии, России и других стран, а его юридическое совершенство получило широкое признание среди учёных.

## Германское право до принятия БГБ

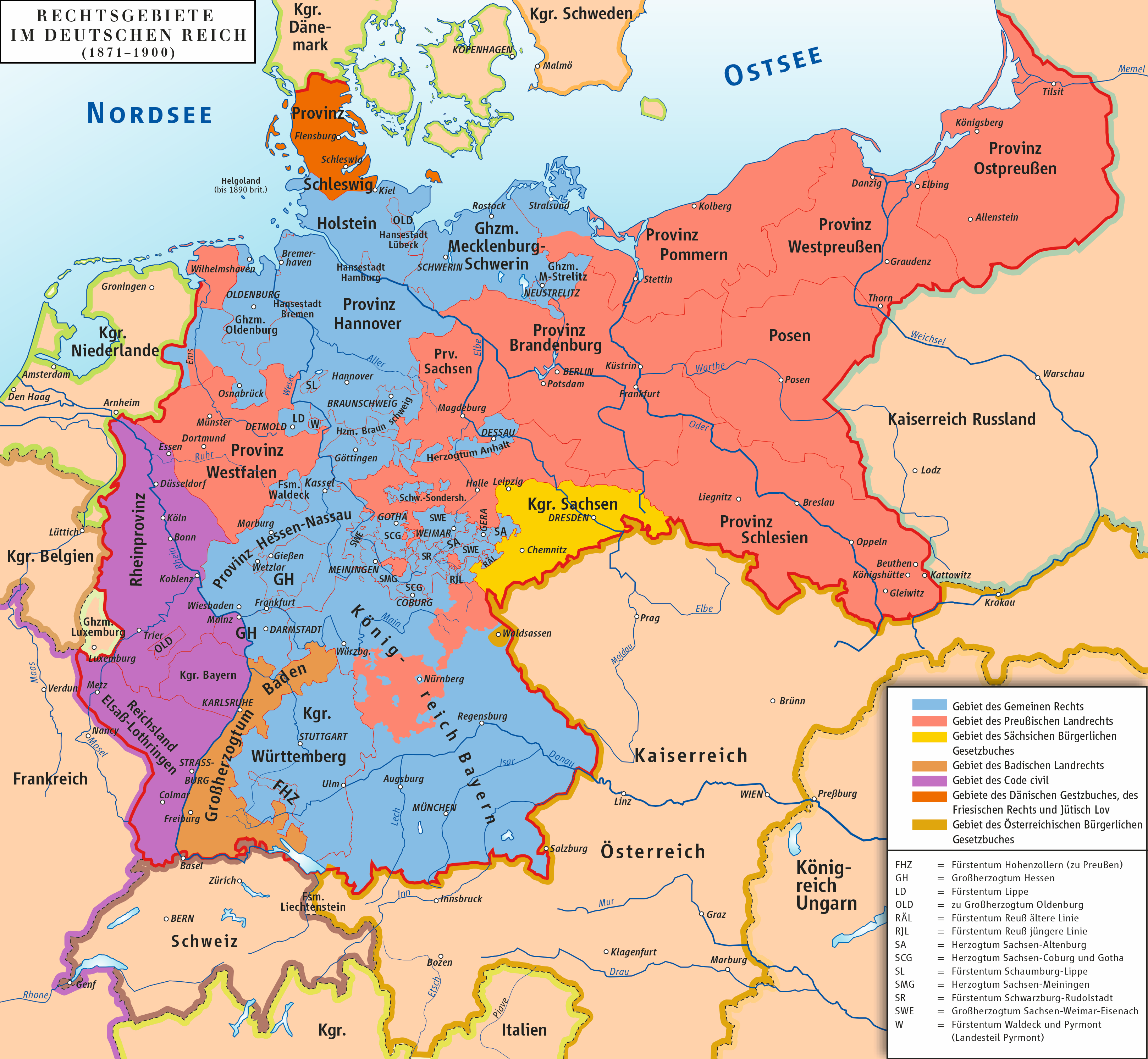
Области действия различных источников права до введения БГБ:
Область действия германского общего права
Область действия Прусского земского права
Область действия Саксонского гражданского кодекса
Область действия Баденского земского права
Область датского, фризского и ютского права
Область действия Кодекса Наполеона

До конца XIX века единого гражданского законодательства Германии не существовало. В стране, раздробленной на отдельные государства, насчитывалось более 30 местных правовых систем. К числу основных источников права, регулировавших гражданские правоотношения в ряде германских государств, относились Прусское земское право, Кодекс Наполеона, Саксонский гражданский кодекс и пандектное право.

### Прусское земское право

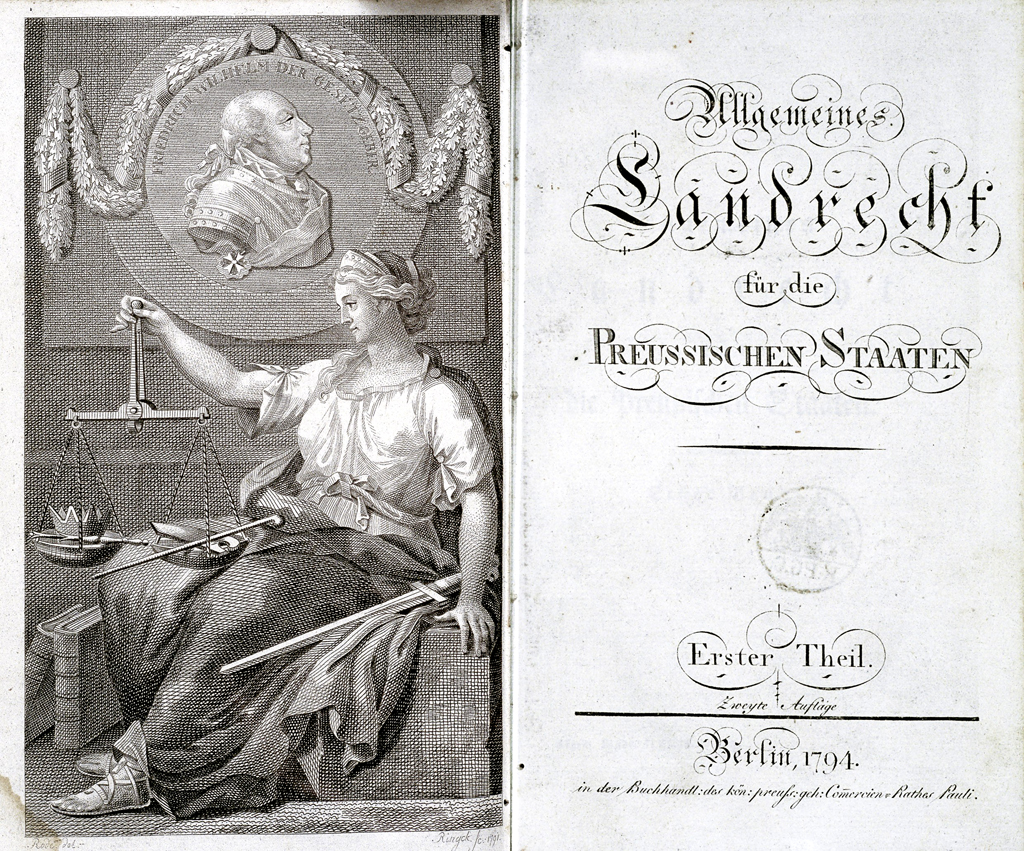
Прусское земское право

Пруссия стала первым германским государством, власти которой пришли к мысли о необходимости кодификации действующего права. Ещё в 1746 году король-реформатор Фридрих II Великий приказал министру юстиции Самуэлю фон Кокцеи составить кодекс, «основанный исключительно на разуме и конституции государства», призванный заменить действовавшее в стране «бессистемно компилированное и изложенное на латинском языке римское право». К 1749 году Кокцеи составил проект процессуального свода, получившего название «Corpus iuris Fridericianum». Однако проект, состоявший в основном из естественно-правовых деклараций, был признан неудовлетворительным и так и не был введён в действие.
К концу царствования Фридриха II было принято решение вернуться к кодификационным работам. Кабинетским указом от 14 апреля 1780 года на имя великого канцлера Иоганна фон Кармера король дал указание составить на основе Corpus iuris civilis и национального законодательства кодекс, действие которого дополняло бы местные источники права прусских провинций. Кармер образовал и возглавил комиссию по составлению проекта; активное участие в её деятельности принял известный прусский юрист и государственный деятель Карл Готлиб Суарец. Для составления проекта были использованы «Corpus iuris Fridericianum» Кокцеи, а также римское право, Саксонское зерцало, Магдебургское право, Любекское право. 20 марта 1791 года проект был обнародован под названием «Всеобщий кодекс для прусских государств» (нем. Allgemeines Gesetzbuch für die Preussischen Staaten), который должен был вступить в силу 1 июня 1792 года. Однако после событий Великой французской революции король Фридрих Вильгельм II решил пересмотреть проект, который после переработки был обнародован 5 мая 1794 года под названием «Всеобщее земское право для прусских государств» (нем. Allgemeines Landrecht für die Preussischen Staaten) и вступил в силу 1 июня 1794 года.
Прусское земское право содержало нормы как частного, так и публичного права и отличалось значительным объёмом. Из 19 189 статей более 15 тысяч регулируют гражданско-правовые отношения. В основание системы кодекса были положены взгляды Пуфендорфа о разграничении юридических отношений с участием конкретного человека на индивидуальные и общественные. В соответствии с этим кодекс состоит из двух частей. Главное содержание первой части составляет вещное право; здесь же содержатся нормы об основаниях приобретения права собственности, к числу которых отнесены обязательственное и наследственное право. Вторая часть регулирует различные отношения, связанные с семьей, корпорациями, сельской и городской общиной, церковью и государством. В целом в кодексе смешаны нормы публичного и частного права, а правила о конкретных гражданско-правовых институтах часто разбросаны по всему тексту. Однако, несмотря на все свои недостатки, Прусское земское право представляло собой достаточно удачную попытку кодификации, включившую в себя помимо римского права немецкие правовые воззрения и понятия. Как отмечается в литературе, германские правовые идеи проникли в БГБ во многих случаях благодаря прусскому кодексу.
К концу XIX века действие Прусского земского права распространялось на Восточную Пруссию, Вестфалию, часть Ганновера, баварские княжества Ансбах и Байрейт и некоторые другие территории.

### Кодекс Наполеона

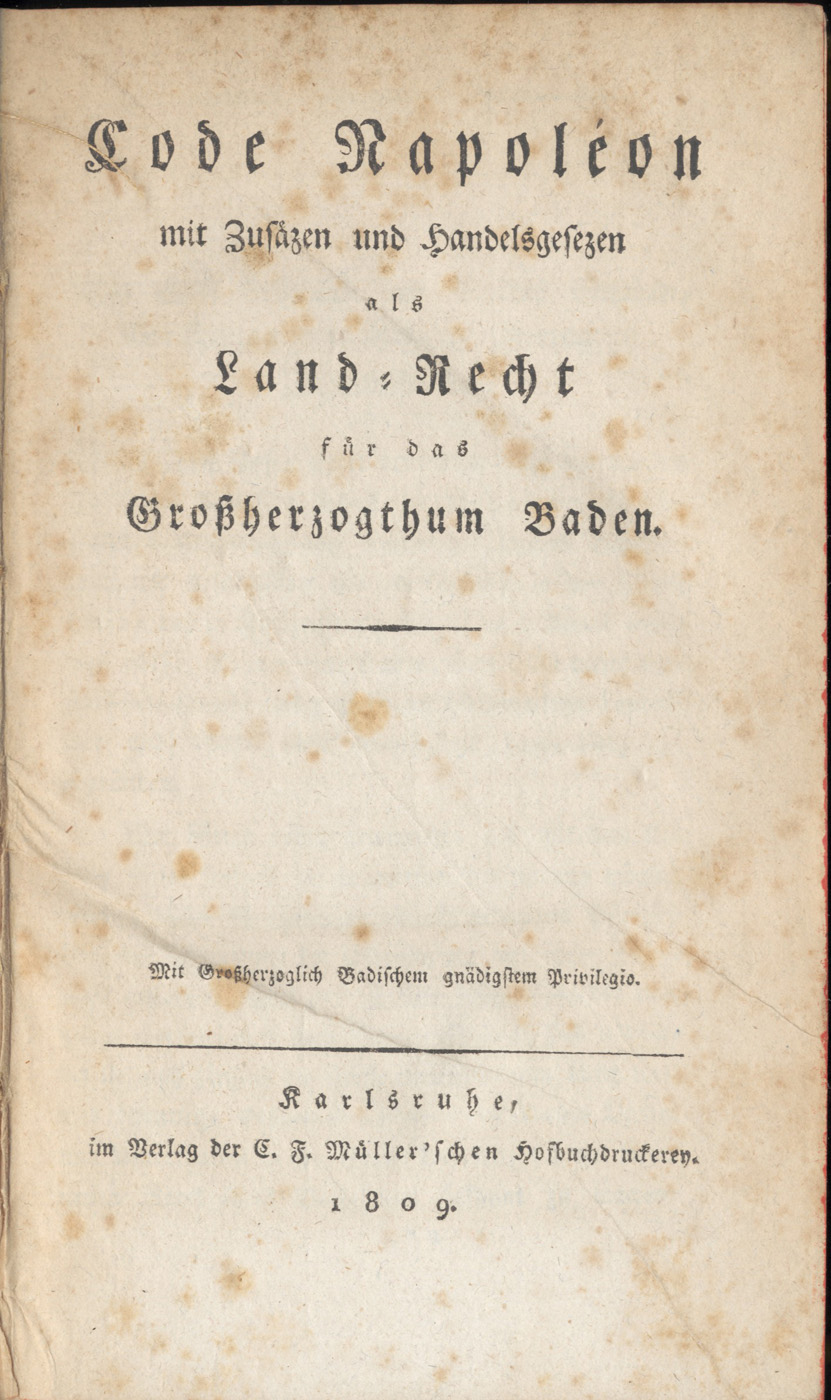
Баденское земское право

С 1804 года Кодекс Наполеона стал применяться на территории германских земель, расположенных на левом берегу Рейна и аннексированных Францией в соответствии с условиями Люневильского мира. Впоследствии действие Кодекса распространилось на германские государства, который вошли в Рейнский союз 1806 года, созданный под протекторатом Наполеона I. Некоторое время Кодекс действовал в ряде городов Ганзы — Данциге, Гамбурге, Бремене и др. В 1808 году на территории Вестфалии, находившейся под управлением Жерома Бонапарта, была введена в действие адаптированная версия Кодекса, переведённого на немецкий язык. В 1810 году в Бадене на основе Кодекса был составлен свой законодательный сборник — Баденское земское право. Кодекс Наполеона применялся одно время также в Баварии и Вюртемберге. В Берге Кодекс был введён в действие с 1810 года и сохранял действие даже после аннексии этой территории Пруссией в 1814 году. Во Франкфурте Кодекс применялся с 1811 года, за исключением некоторых положений, явно несовместимых с бюргерскими традициями (в частности, норм о расторжении брака).
Хотя рецепция Кодекса Наполеона в германских землях в целом объясняется наполеоновскими завоеваниями, она, как правило, не была болезненной, так как многие положения Кодекса были близки немецким правовым традициями (отчасти это было связано с тем, что французское обычное право, служившее одним из источников Кодекса, имело одной из своих основ обычаи германских племен). Французский закон отличался высоким юридическим уровнем — ясным и точным языком, а также прогрессивными нормами (признание равенства прав граждан, отмена феодальных привилегий); он ввёл в немецкую правовую культуру ряд новых идей и институтов. Эти обстоятельства, а также политическая ситуация эпохи позволили Кодексу Наполеона не только достаточно быстро и почти естественным образом ассимилироваться с правовой системой ряда германских государств, но даже и послужить основой, на которой позднее сформировалась франко-баденская правовая наука. Популярность Кодекса способствовала тому, что в ряде германских государств Кодекс продолжал сохранять действие даже после падения Наполеона и объединения Германии.

### Саксонский гражданский кодекс

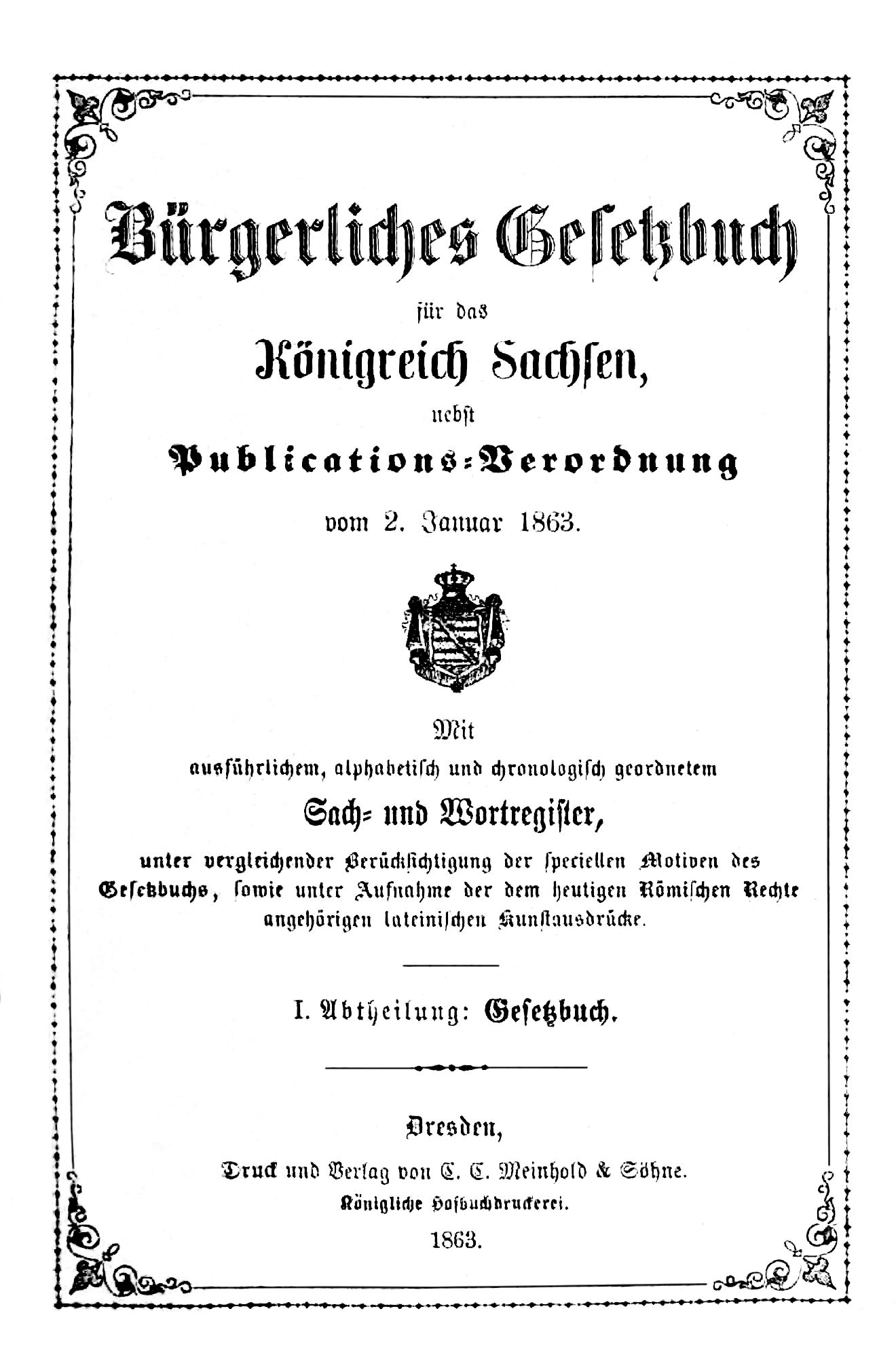
Саксонский гражданский кодекс

Саксония издавна отличалась от остальных германских государств отсутствием правовой раздробленности и наличием единых сборников права, среди которых можно назвать Саксонское зерцало и Магдебургское право, благоприятно повлиявшие на развитие правоведения в королевстве (в частности, школы Лейпцигского и Виттенбергского университетов). Эти обстоятельства способствовали возникновению идеи кодификации саксонского гражданского права, высказанной ещё в 1763 году курфюрстом Фридрихом Кристианом.
Декретом от 3 октября 1834 года король Саксонии распорядился начать работы по составлению гражданского кодекса. Предварительная подготовка была проведена Карлом Эйнертом. В 1846 году была образована комиссия по составлению проекта; основным автором проекта стал член комиссии Густав Фридрих Гельд. Проект Гельда, построенный по пандектной системе (общая часть, вещное право, обязательственное право, семейное право, наследственное право), был опубликован в 1853 году. Впоследствии проект был доработан новой комиссией, образованной в 1856 году, одобрен правительством и принят ландтагом. Гражданский кодекс королевства Саксония, включавший 2620 параграфов, был обнародован 2 января 1863 года и вступил в силу 1 марта 1865 года.
Саксонский гражданский кодекс отличался высоким уровнем юридической техники, был составлен с учётом современных экономических реалий и с использованием богатого научного опыта саксонской юридической школы. Наряду с римским правом существенное влияние на кодекс оказало местное саксонское право, что делало его преимущественно германским национальным законом. В кодекс была включена пространная общая часть, включавшая разделы о гражданском законодательстве, статусе физических и юридических лиц, сроках, сделках, осуществлении прав, исках и исковой давности и др. Несмотря на небольшую территорию действия (Саксония была сравнительно маленьким государством), кодекс ещё на стадии составления и принятия вызвал пристальный интерес в других германских государствах и за рубежом и стал предметом значительного числа исследований. Однако кодекс не был лишен и недостатков, к числу которых относились перегруженность определениями юридических терминов, противоречия между отдельными нормами, а также неясность отдельных правил.

### Пандектное право

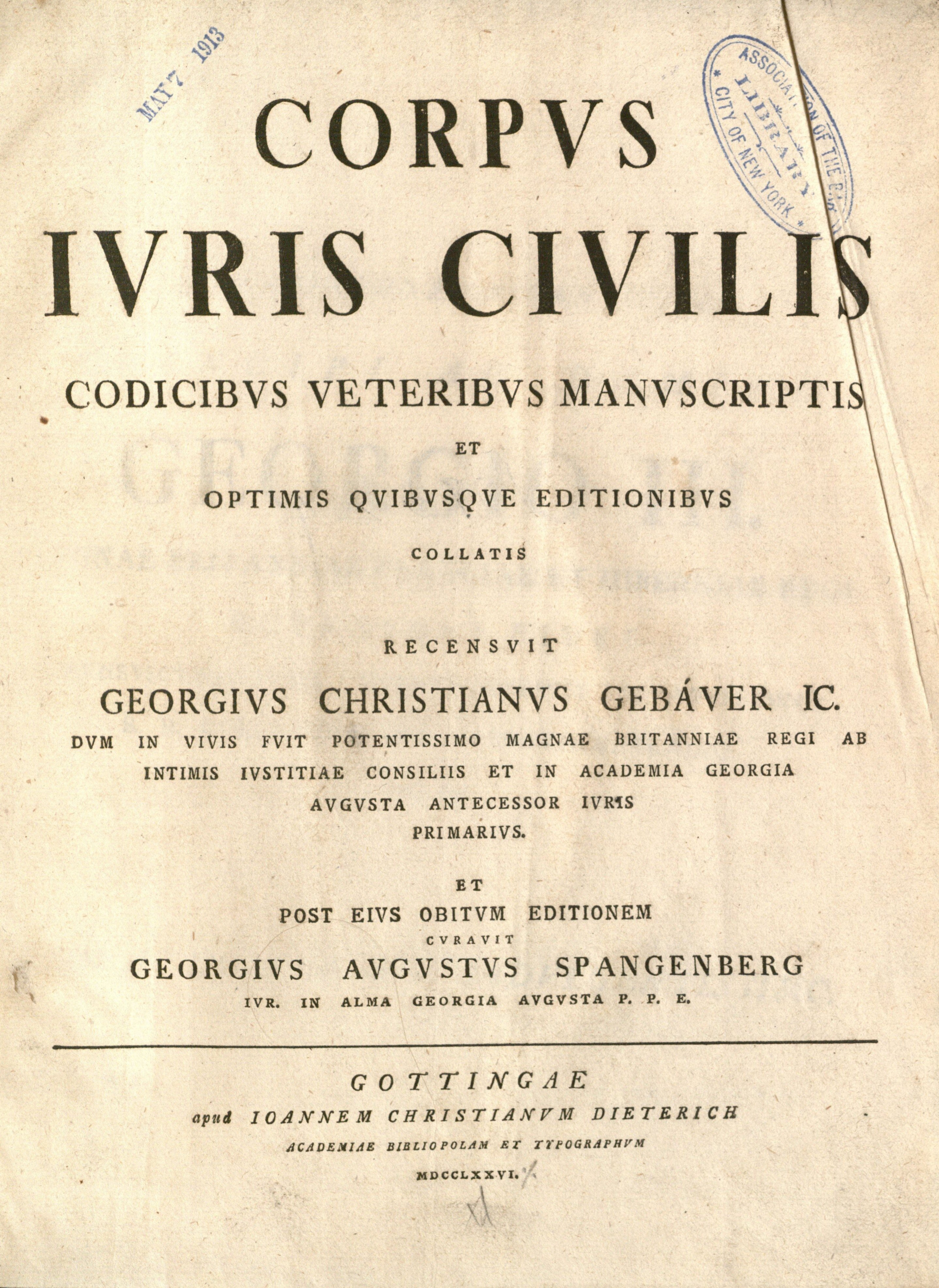
Гёттингенское издание Corpus iuris civilis

Пандектное право являлось основной и важнейшей частью так называемого ius commune — германского общего права (нем. das gemeine Recht). Оно складывалось начиная с XVI века путём рецепции римского права и получило своё название от крупного памятника римского права — Пандект. Под пандектным правом понималось «общегерманское гражданское право римского происхождения» (Виндшейд). Римское право действовало в Германии не в силу специальных законодательных постановлений, а примерно так же, как обычное право; его применяли не широкие слои населения, а судьи и юристы, основывавшие на нём свои решения и мнения. В литературе указывались следующие характерные черты действия римского права в Германии:
- римское право действовало в Германии субсидиарно, то есть оно не заменяло собой противоречивших ему местных законов и применялось постольку, поскольку позволяли эти законы;
- основным источником пандектного права был свод Corpus iuris civilis в обработке и с комментариями глоссаторов Болонской школы — в частности, Glossa Ordinaria Аккурзия;
- римское право действовало «как целое» (лат. in complexu); иными словами, действовали не отдельные римские нормы, но римское право как таковое. Реципированы были не отдельные правовые нормы или институты, а римское право в целом, то есть любые его положения, в том числе и противоречившие друг другу, могли быть приняты во внимание судом. Каждое постановление римского права считалось имеющим силу до тех пор, пока не появятся основания против применения. Неприемлемыми считались лишь единичные нормы, явно противоречившие германскому правопорядку (например, о рабстве);
- римское право действовало в части, не противоречившей трём источникам: каноническому праву, немецким общеимперским законам и общегерманскому обычному праву;
- распад Священной Римской империи германской нации не отменил действия в Германии римского права.

Римское право считалось древним, изначально действовавшим правом, которое было только изменено позднейшими законами и обычаями. В силу высокого уровня римских правовых конструкций они могли применяться в любых гражданских правоотношениях, невзирая на то, что были разработаны ещё в античности. Таким образом, пандектное право играло важную роль, восполняя многочисленные пробелы германского права. Однако некоторые учёные выступали против действия римского права, считая его вредным и не подходящим для германской жизни. В частности, в литературе приводился пример крестьянского владения, которое по римскому праву квалифицировалось как временная аренда, что вело к ограничению прав крестьян и даже конфискации их земель.
Территориально пандектное право оставалось действующим во многих германских областях, не подпадавших под действие Прусского земского права, Кодекса Наполеона и иных позднее принятых законов — Западной Пруссии, значительной части Баварии, Вюртемберге, Гессене, Мекленбург-Шверине и Мекленбург-Стрелице, Саксен-Веймаре и в ряде других германских государств и свободных городов. Кроме того, сильное влияние римского права испытали такие законодательные акты и сборники, как Фрайбургское городское право, Сольмский земский устав, Вюртембергское земское право, Codex Maximilianeus Bavaricus Civilis и др..

## Германская юриспруденция до принятия БГБ

### Кодификационный спор

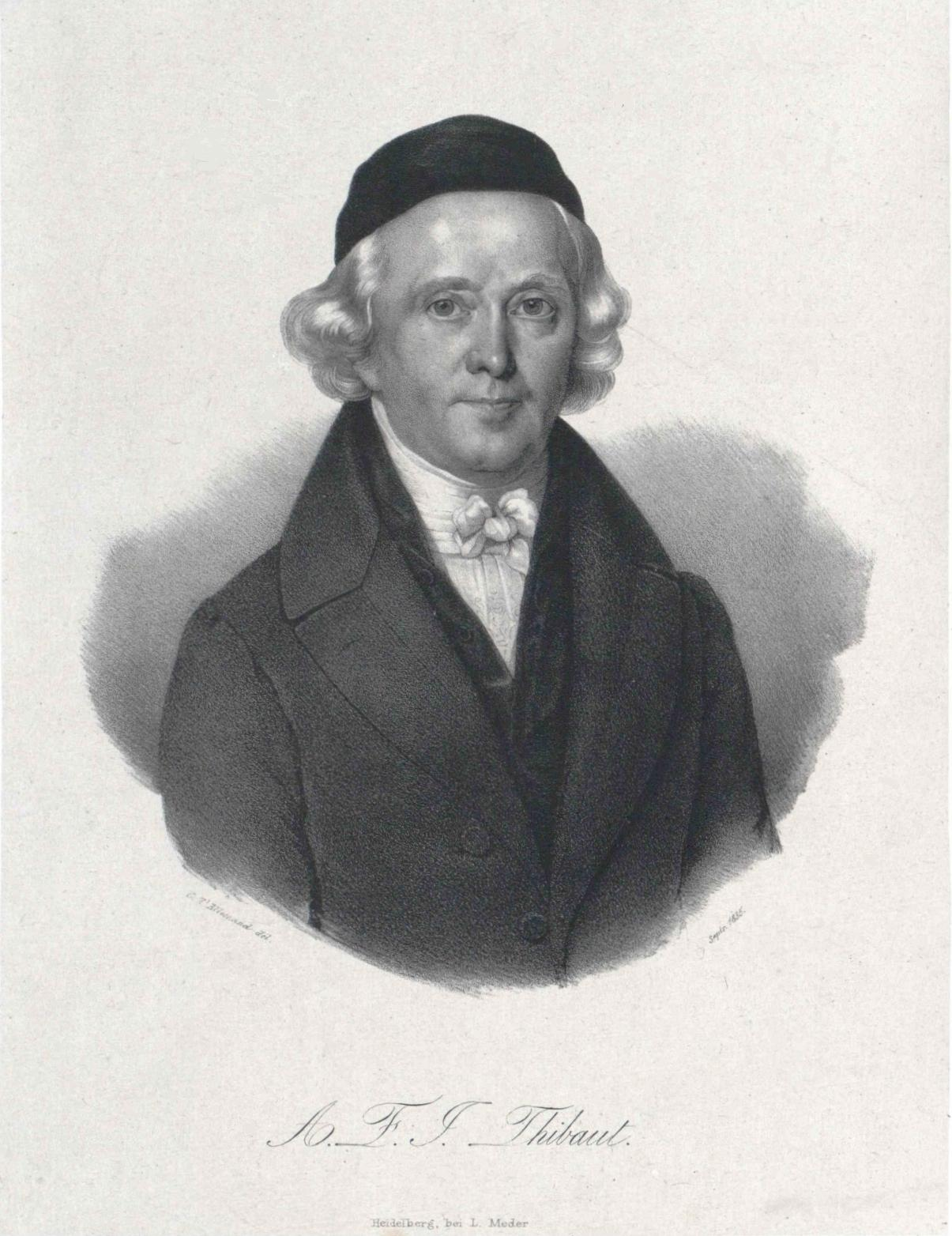
А. Тибо

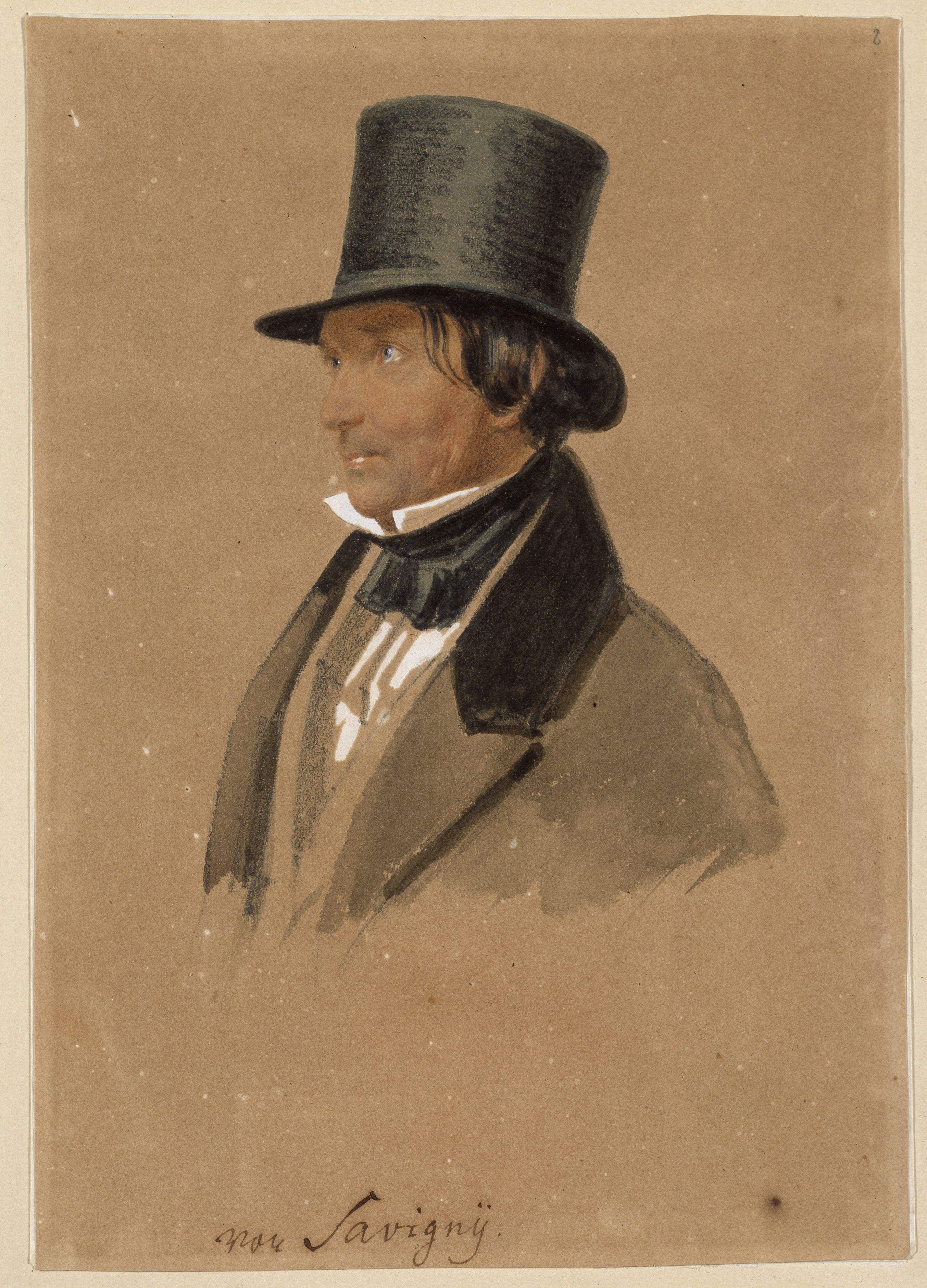
Ф. К. фон Савиньи

Патриотический подъём, возникший во время освободительной войны против Наполеона отразился на всех сферах общественной жизни Германии, не обойдя стороной и юридическую науку. Национальная гордость породила среди учёных настороженное отношение к Кодексу Наполеона и его влиянию на германское гражданское право и одновременно способствовала выступлениям за необходимость единого германского законодательства, которое могло бы стать одной из предпосылок объединения страны. Вследствие этого впервые начинают высказываться идеи о создании общегерманского гражданского кодекса. В частности, в 1814 году была опубликована крупная работа профессора Карла Эрнста Шмида «Возрождение Германии» (нем. «Deutschlands Wiedergeburt»). В ней утверждалось, что сплочение страны и защита национальных интересов немыслимы без унификации гражданского права. Для этой цели Шмид предлагал германским правительствам либо ввести в действие в своих государствах недавно принятый Всеобщий гражданский кодекс Австрии 1811 года, либо разработать собственный общегерманский проект. В другом сочинении, появившемся в том же году, анонимный автор заявлял: «Всеобщее желание нации — иметь одну монету, один вес, одни меры, одно гражданское и уголовное право, один процесс в обширном нашем отечестве, потому что только таким путём будут достигнуты единство, связь, сила и процветание всего германского народа».
Особенно пристальное внимание общества привлекла полемика между двумя видными правоведами — профессором Гейдельбергского университета Антоном Фридрихом Юстусом Тибо и ректором Берлинского университета Фридрихом Карлом фон Савиньи, впоследствии получившая название «кодификационный спор».
В работе «О необходимости общего гражданского права для Германии» (нем. «Über die Nothwendigkeit eines allgemeinen bürgerlichen Rechts für Deutschland», 1814) Тибо указывал, что укрепить сознание национального единства, пробужденное событиями последнего времени, должен проект общегерманского гражданского кодекса. В пользу необходимости такого закона говорит опасность того, что ввиду низкого уровня действующих в Германии законов в страну может проникнуть французский Кодекс Наполеона, разработанный враждебным государством. Действующее пандектное право явно несостоятельно, поскольку изложено на незнакомом немецкому народу языке, его огромный объём не даёт возможности изучения неспециалистами, а его тексты противоречивы и сомнительны. Необходимость единого права Тибо обосновывал, выступая с рационалистических позиций эпохи Просвещения:

Право должно стремиться к тому, чтобы объединить людей, а не закреплять различие их косных привычек; оно должно не льстить их дурным свойствам, а приводить их к полному сознанию и вырывать из омута жалкой самостоятельности и ничтожности. Если иногда особые условия требуют и особых законов, как, например, экономических и полицейских, то в общем гражданские законы должны основываться только на требованиях человеческого сердца, рассудка и разума, и весьма редко встретится для них необходимость сообразовываться с обстоятельствами. И если из единства могут произойти некоторые затруднения, то выгоды от него значительно перевешивают неудобства.
Оригинальный текст (нем.)So soll auch das äußere Recht darauf angelegt seyn, die Menschen zu vereinigen, und sie nicht in ihren schlaffen Angewohnheiten zu befestigen, oder ihren Schlechtigkeiten zu schmeicheln, sondern sie zur vollen Besonnenheit zu bringen, und aus dem Pfuhl elender Selbstischkeit und Kleinlichkeit herauszureißen. Zwar können besondere Umstände besondere Gesetze erheischen, wie es namentlich in Betreff der ökonomischen, und der Polizey-Gesetze oft der Fall ist. Allein die bürgerlichen Gesetze, im Ganzen nur auf das menschliche Herz, auf Verstand und Vernunft gegründet, werden sehr selten in der Lage seyn, daß die sich nach den Umständen beugen müssen; und wenn auch da und dort kleine Unbequemlichkeiten aus der Einheit entstehen sollten, so wiegen die zahllosen Vortheile dieser Einheit alle jene Beschwerden überreichlich wieder auf.

В то же время подъём национального самосознания вызвал к жизни и иную точку зрения, изложенную в работе Савиньи «О призвании нашего времени к законодательству и юриспруденции», явившейся своего рода программным документом исторической школы права. Савиньи разделял патриотические чувства Тибо и его неприязнь к Кодексу Наполеона, и был солидарен с гейдельбергским профессором в признании недостатков германского права и необходимости общей правовой почвы для национального единства. Однако берлинский учёный выступил против идеи кодификации как искусственной и нежизнеспособной: всякое право возникает в виде обычая, соблюдается в качестве добрых нравов с помощью так называемого народного духа (нем. Volksgeist) и только поэтому может применяться; законодательство не имеет подобной силы; объединяющую роль должно выполнять не законодательство, а общее право (ius commune) и единая германская юриспруденция. Отвергая революционные изменения в гражданско-правовом регулировании, Савиньи поддерживал статус-кво — действие в Германии римского права и партикулярного права отдельных германских государств:

В этом отношении гражданское право заслуживает похвалу, если оно затрагивает или может затронуть чувства и сознание народа; укора, если оно остаётся чем-то чужеродным, произвольно возникшим, оставляющим народ безучастным. Первое будет случаться легче и чаще в особых правах в отдельных местностях, хотя, разумеется, не каждое городское право будет чем-то истинно народным. Ведь для этой политической цели ни одно из состояний гражданского права не кажется более благоприятным, чем то, которое ранее было общим для Германии: большое разнообразие и своеобразие в частном, зато основой повсюду было общее право, которое всегда напоминало всем германским племенам об их неразрывном единстве. Самым же пагубным в этой точке зрения является лёгкое и произвольное изменение гражданского права, и если даже благодаря этому обеспечивались бы простота и удобство, то эта выгода не могла бы сравниться с названным политическим вредом.
Оригинальный текст (нем.)Lob in dieser Beziehung verdient das bürgerliche Recht, insofern es das Gefühl und Bewußtsein des Volkes berührt oder zu berühren fähig ist: Tadel, wenn es als etwas fremdartiges, aus Willkür entstandenes, das Volk ohne Teilnahme läßt. Jenes aber wird öfter und leichter bei besonderen Rechten einzelner Landstriche der Fall sein, obgleich gewiß nicht jedes Stadtrecht etwas wahrhaft volksmäßiges sein wird. Ja für diesen politischen Zweck scheint kein Zustand des bürgerlichen Rechts günstiger, als der, welcher vormals in Deutschland allgemein war: große Mannigfaltigkeit und Eigentümlichkeit im einzelnen, aber als Grundlage überall das gemeine Recht, welches alle deutschen Volksstämme stets an ihre unauflösliche Einheit erinnerte. Das verderblichste aber von diesem Standpunkt aus ist eine leichte und willkürliche Änderung des bürgerlichen Rechts, und selbst wenn durch dieselbe für Einfachheit und Bequemlichkeit gut gesorgt wäre, so könnte dieser Gewinn gegen jenen politischen Nachteil nicht in Betracht kommen.

Наиболее прогрессивные представители общества стояли на стороне Тибо, однако консервативная позиция Савиньи поддерживалась текущей ситуацией. В Германии отсутствовала центральная политическая власть, которые могла бы осуществить такой непростой проект, как единая гражданско-правовая кодификация. Кроме того, германские правительства, находившиеся под сильным влиянием поместного дворянства — юнкеров, не поддержали идею германского единства: объединение неизбежно влекло ограничение власти и привилегий дворян. В связи с этим историческая школа права, в философии поддержанная влиятельным учением Гегеля об абсолютном духе, надолго заняла главенствующие позиции в правоведении.

### Пандектистика

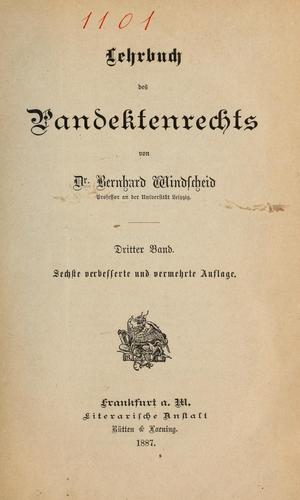
«Учебник пандектного права» Виндшейда

Историческая школа права способствовала появлению и развитию пандектистики — особой немецкой научной традиции толкования и систематизации источников римского права, прежде всего Пандект. Начало пандектистике положили работы Георга Фридриха Пухты «Учебник Пандектов» (нем. «Lehrbuch der Pandekten», 1838) и Фридриха Карла фон Савиньи «Система современного римского права» (нем. «System des heutigen römischen Rechts», 1840—1849). К пандектистам относились также Карл Адольф фон Вангеров («Учебник Пандектов», нем. «Lehrbuch der Pandekten», 1839), Бернхард Виндшейд («Учебник пандектного права», нем. «Lehrbuch des Pandektenrechts», 1862—1870), Генрих Дернбург («Пандекты», нем. «Pandekten», 1884—1887) и др. Труды пандектистов предопределили облик немецкого правоведения XIX века и послужили одним из главных источников при разработке проекта БГБ.
Пандектисты воспринимали Пандекты и другие источники римского права как совокупность норм, извлекаемых из первичных принципов и понятий, изложение которых в виде системы и составляет задачу науки. В условиях отсутствия единого гражданского законодательства пандектисты в результате длительной и кропотливой систематизации римского права и правоприменительной практики разработали систему точных и доктринально обоснованных юридических понятий и институтов, составившую общую теорию гражданского права — учение о лицах, вещах, сделках и правах. Благодаря разработанному общегерманскому методу правовой догматики пандектистике удалось добиться унификации права на теоретическом уровне. Строгая последовательность пандектистов в систематическом формировании и анализе понятий была безусловным успехом и огромным прорывом в немецком правоведении: «чем точнее юридические понятия, тем точнее законодательство и применение права и тем эффективнее управление общественным развитием» (Аннерс), научная система понятий являлась лучшим инструментом изучения действующего права и могла использоваться для толкования отдельных источников или решения частных юридических случаев. В то же время некоторые направления пандектистики, в особенности юриспруденция понятий Рудольфа фон Иеринга, критиковались за чрезмерную абстрактность и схоластический отрыв от социальной действительности.

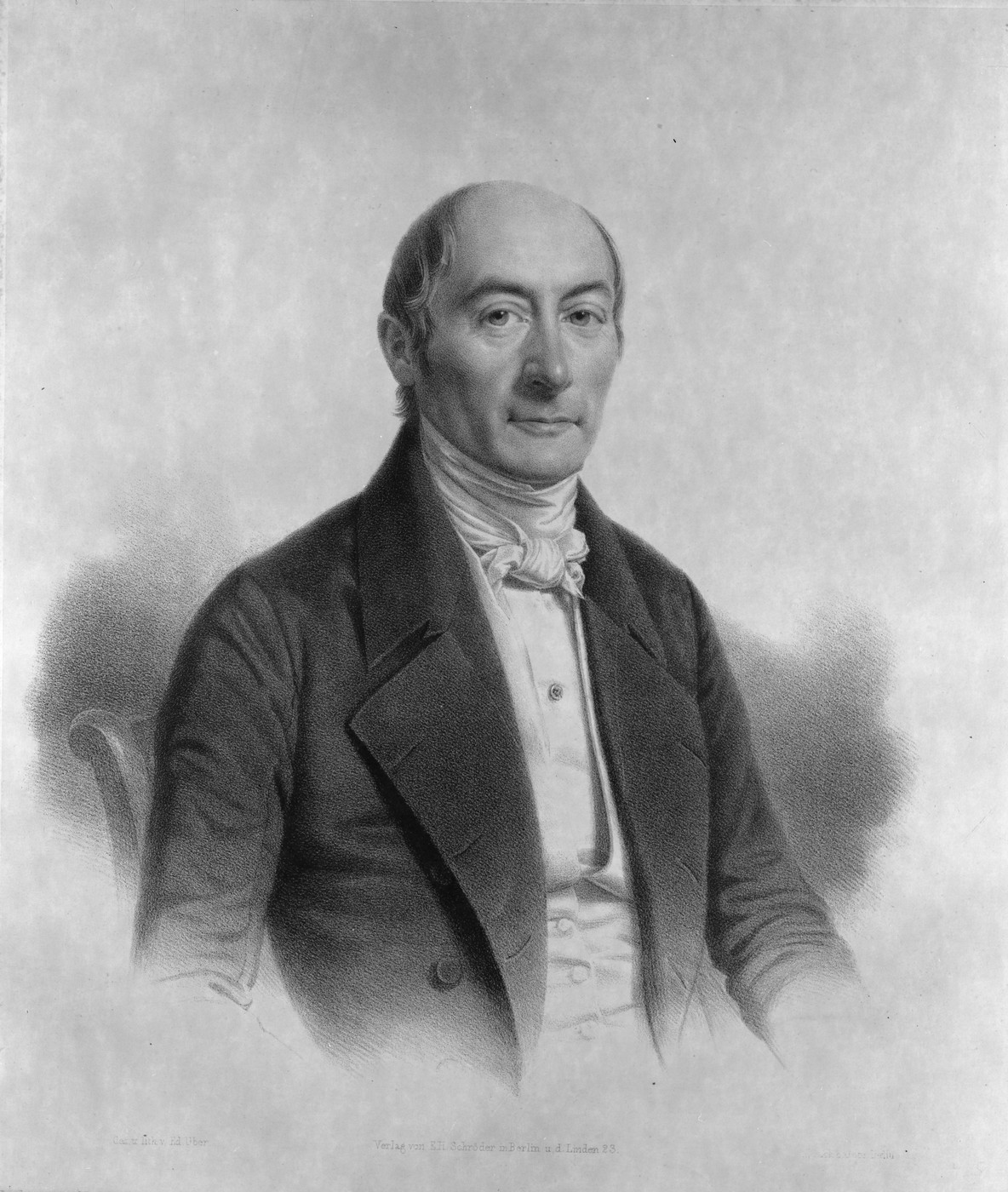
Г. Ф. Пухта
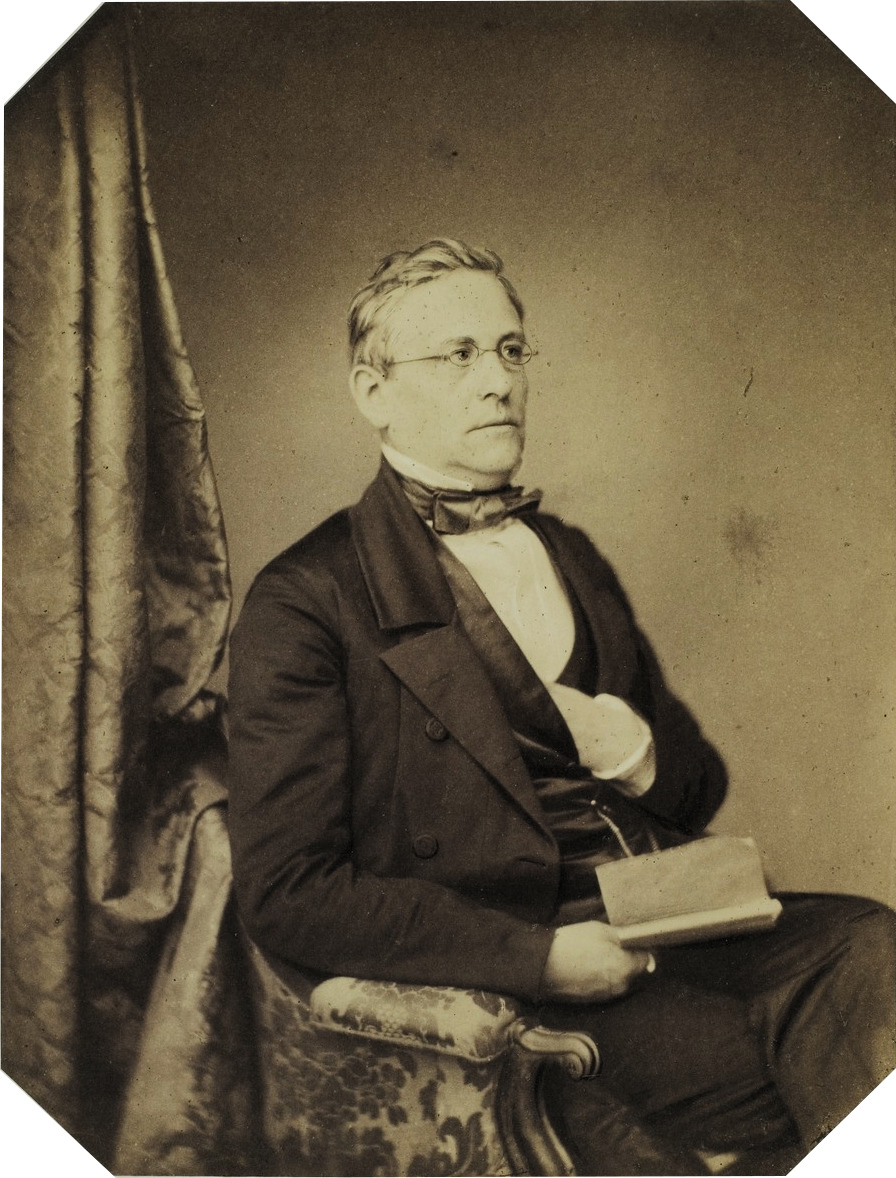
К. А. фон Вангеров
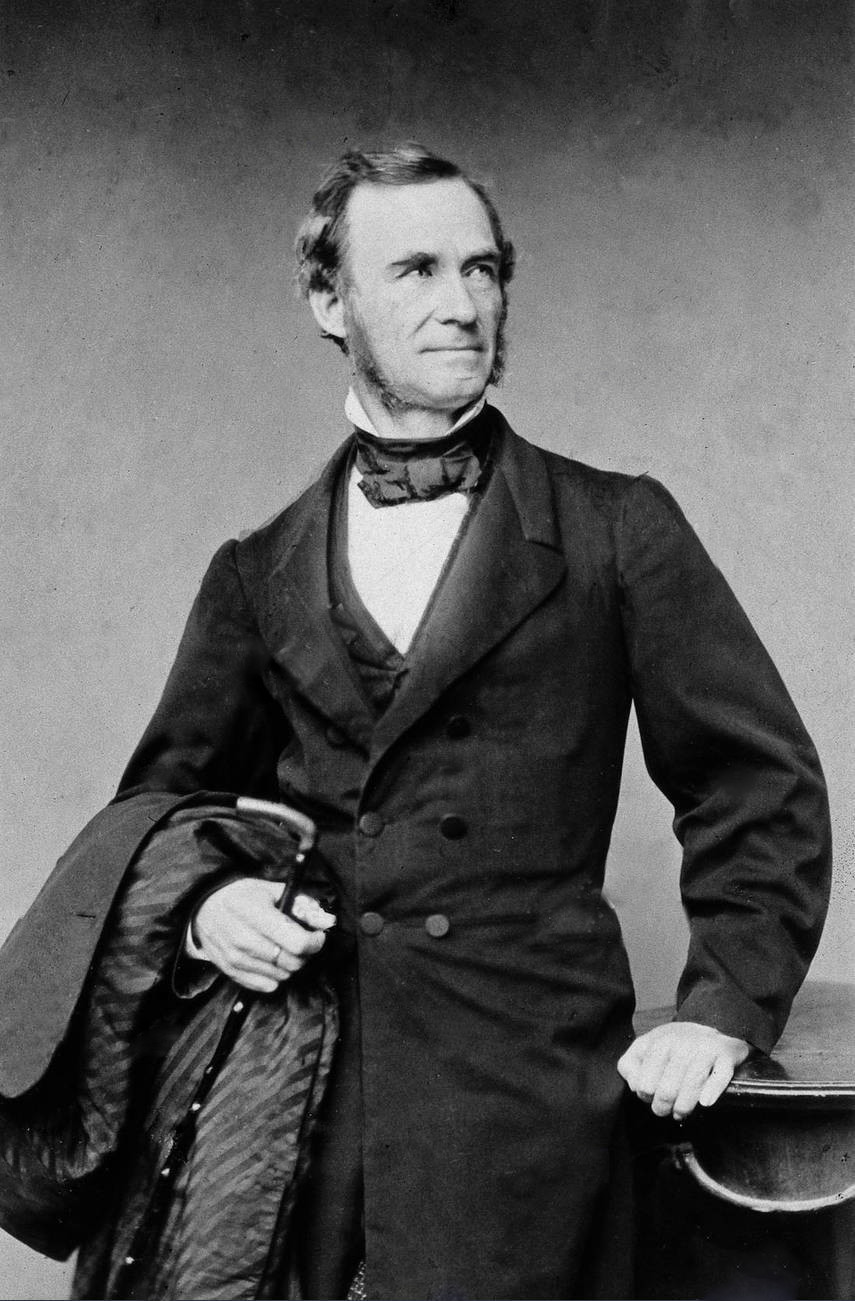
Б. Виндшейд
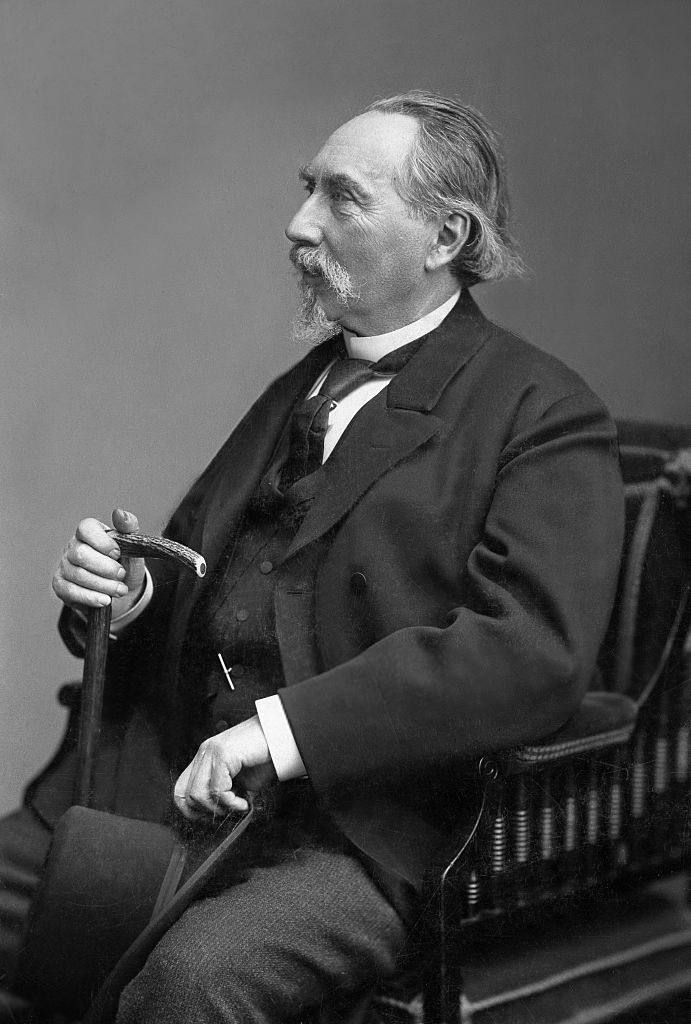
Г. Дернбург
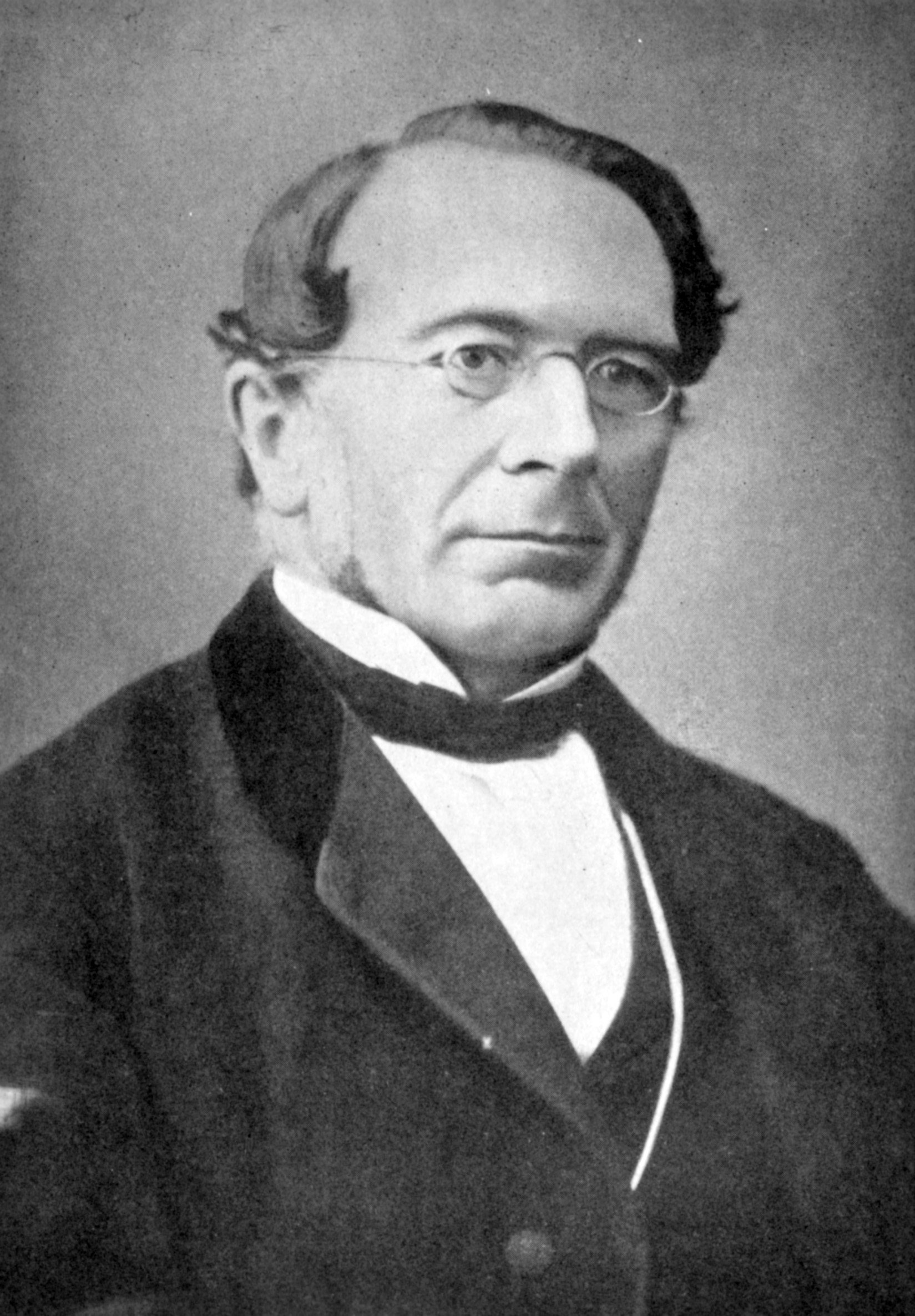
Р. фон Иеринг

## Предыстория кодификации

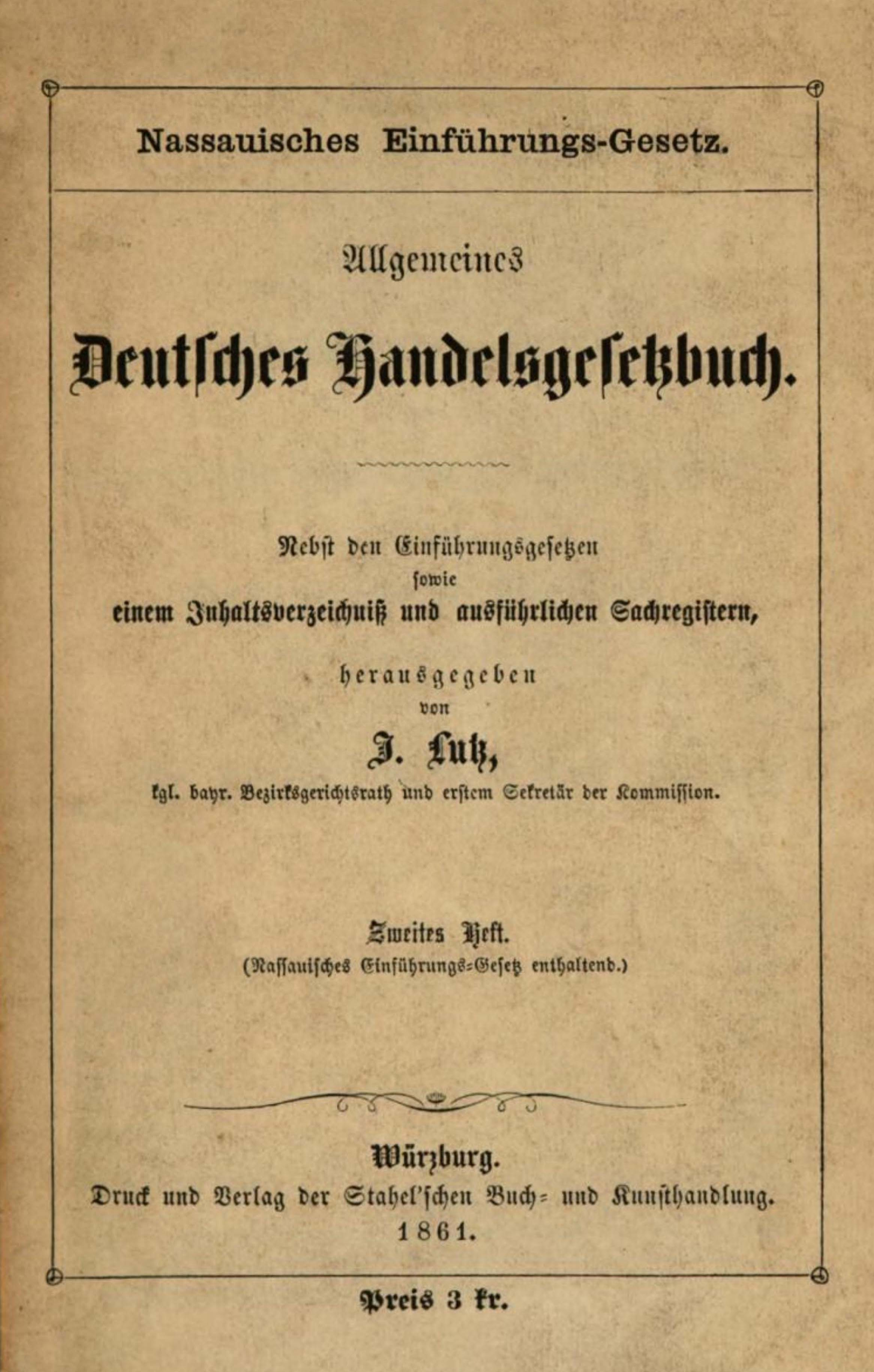
Всеобщий германский торговый кодекс

После кодификационного спора Тибо и Савиньи движение за принятие общегерманского гражданского кодекса на десятилетия притихло. Однако в 1840-х годах оно снова начало набирать силу. В 1840 году Антон Крист опубликовал работу «О национальном германском законодательстве» (нем. «Ueber deutsche Nationalegesetzgebung»), в которой настаивал на необходимости приступить к составлению общегерманского кодекса. В 1847 году король Вюртемберга поручил Карлу Георгу фон Вехтеру начать переговоры с другими германскими правительствами по поводу условий возможной унификации уголовного и гражданского права. В 1848 году бундестаг Германского союза принял первый общегерманский закон в сфере частного права — Всеобщий германский вексельный устав, введённый в действие в ряде германских государств.
Революция 1848 года приостановила процессы движения к общему законодательству. Хотя Франкфуртское национальное собрание включило в § 64 Конституции, принятой 27 марта 1849 года, полномочие центральной власти по изданию кодекса гражданского права («имперской власти вменяется в обязанность изданием общих уложений гражданского, торгового, вексельного и уголовного права осуществить правовое единство германского народа»), революция была подавлена, а Конституция 1849 года отменена. Идея общенационального законодательства на длительное время перестала пользоваться поддержкой. Тем не менее движение за кодификацию не было окончательно побеждено, хоть и проявилось сначала лишь в отдельных германских государствах. В частности, в Баварии проект гражданского кодекса разрабатывался начиная с 1854 года; отдельные части проекта, в частности, разделы об обязательственном и вещном праве, были опубликованы в 1860 и 1864 годах. В Гессене были опубликованы частичные проекты в 1840-х и 1850-х годах. Наиболее успешно действовали в Саксонии, где проект Саксонского гражданского кодекса стал действующим законом.
После событий 1848—1849 годов в Германии развернулась промышленная революция. В стране начался экономический подъём. Однако множественность и фрагментарность действовавших правовых систем существенно тормозили развитие гражданского оборота. Характеризуя степень раздробленности германского права, Ф. Бернгефт писал: «в крупных правовых областях действует необозримое множество провинциальных статутов, городских и других особенных прав, так что германская правовая карта была значительно пестрее, нежели политическая. Иногда граница правовой области проходила между городом и деревней или даже через один дом. Жители одного города часто были разделены юридически, так как для разных классов действовали разные права».
Приобретавшая все большее влияние буржуазия требовала устранения пестроты правового регулирования. Германские государства были вынуждены учитывать интересы торговцев и предпринимателей, и в 1857 году в Нюрнберге была образована комиссия по составлению проекта общегерманского торгового кодекса, позже продолжившая работу в Гамбурге. В 1861 году Всеобщий германский торговый кодекс был принят бундестагом Германского союза и введён в действие в большинстве германских государств. Торговый кодекс содержал нормы о торговых товариществах, торговых сделках (купле-продаже, комиссии, экспедиции и др.), торговом мореплавании (право собственности на суда, правовое положение капитана и др.). Законом Северогерманского союза от 5 июня 1869 года за Всеобщим германским торговым кодексом и Всеобщим германским вексельным уставом была признана сила союзного закона, а впоследствии, после образования Германской империи — сила имперского закона.
В 1862 году представители Саксонии, Баварии и Вюртемберга поставили в бундестаге Германского союза вопрос о том, желательно ли общегерманское гражданское законодательство и насколько это выполнимо. Бундестаг пришёл к выводу о том, что единое законодательство вполне желательно, но сначала необходимо выработать проекты по отдельным частям гражданского права. 5 января 1863 года в Дрездене начала работать комиссия по составлению проекта закона об обязательственном праве. Так называемый «Дрезденский проект» был закончен 28 мая 1866 года, однако не был утверждён из-за роспуска Германского союза в августе 1866 года.

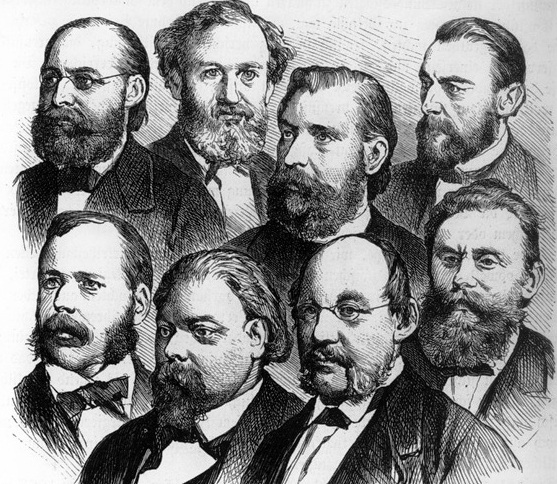
Лидеры Национал-либеральной партии

Новый этап движения за создание общегерманского гражданского кодекса наступает со времени объединения Германии в 1871 году и образования Германской империи. Объединение создавало благоприятные условия для унификации гражданского права. Вместе с тем у идеи единого гражданского кодекса оставались противники — главным образом консерваторы, которые протестовали против расширения компетенции империи на гражданское право. О мотивах, которыми руководствовались германские консервативные круги, в 1871 году писала газета «Кройцайтунг»:

Природе здорового законодательства противоречит, когда имперские полномочия поглощают всю сферу гражданских прав, в особенности такие главные отрасли, как право собственности, семейное и наследственное право, которые должны развиваться в рамках соответствующих индивидуальных правовых обычаев. Любые шаблонные меры «пресечения» всех этих особенностей были бы не здоровой культурной жизнью, но разрушением немецкой сущности.
Оригинальный текст (нем.)Es widerspricht der Natur einer gesunden Gesetzgebung, in die Reichslegislation … das gesamte Gebiet des bürgerlichen Rechts aufzunehmen, da zumal dessen Hauptzweige, das Eigentums-, Familien- und Erbrecht, sich in den einzelnen Rechtsgewohnheiten entsprechend individuell entwickelt haben. Eine schablonenmäßige ,Abschneidung' aller dieser Besonderheiten wäre keine gedeihliche Kulturarbeit, sondern eine Zerstörung deutschen Wesens.

Влияние противников единого гражданского кодекса было столь велико, что в тексте пункта 13 § 4 Конституции Германской империи, принятой 16 апреля 1871 года, право империи издавать законы в области частного права ограничивалось обязательственным, торговым и вексельным правом. Борьба буржуазных партий за расширение компетенции империи в сфере гражданского законодательства увенчалась успехом лишь спустя два года. После пятикратного внесения и троекратного рассмотрения рейхстагом так называемого законопроекта Микеля — Ласкера, инициированного депутатами Национал-либеральной партии Иоганном фон Микелем и Эдуардом Ласкером, консервативный бундесрат был вынужден согласиться с новой редакцией нормы пункта 13 § 4 Конституции: «Надзору со стороны империи и её законодательству подлежат <…> общее законодательство в гражданском праве». 20 декабря 1873 года поправка Микеля — Ласкера стала законом, и путь для создания общегерманского гражданского кодекса был открыт.

## Разработка проекта БГБ

### Предварительная комиссия

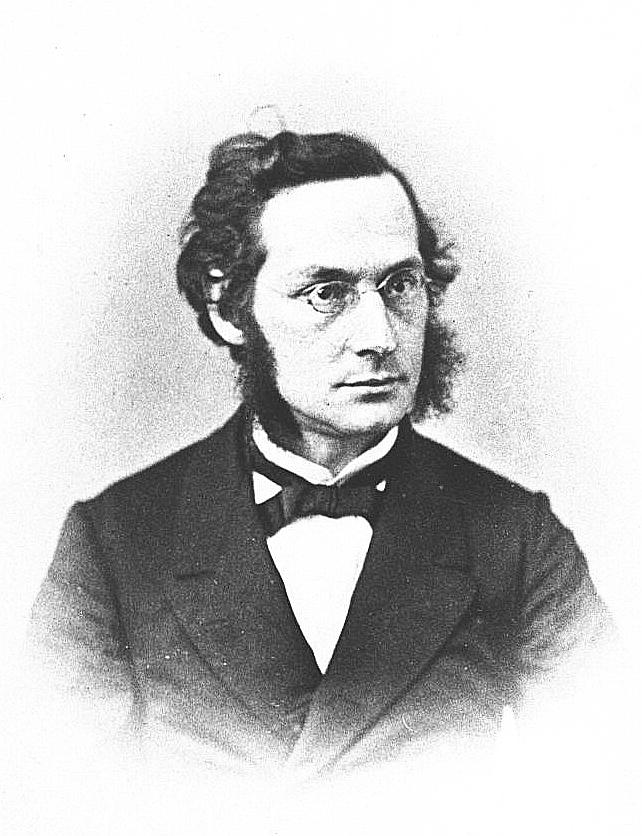
Л. Гольдшмидт

28 февраля 1874 года бундесрат образовал предварительную комиссию из пяти авторитетных юристов, которой было поручено высказать свои соображения о плане и методе составления проекта гражданского кодекса. В состав комиссии вошли Левин Гольдшмидт, Франц Филипп фон Кюбель, Мейер (позже его заменил Герман фон Шеллинг), Людвиг фон Неймар и Антон фон Вебер. Комиссия провела несколько заседаний и выработала в общих чертах следующий план. В состав проекта не должны входить торговое право (было решено отказаться от полной кодификации частного права, сохранив его деление на гражданское и торговое), горное право, некоторые германские правовые институты (ленное право, семейные фидеикомиссы и др.), а также нормы об охоте, пользовании водными объектами и лесами, крестьянском имуществе и др. (это объяснялось тем, что указанные институты носят чисто местный характер, а значит, их следует регулировать местным законодательством). Кроме этого, комиссия рекомендовала при составлении проекта обращать внимание на необходимость и целесообразность разрабатываемых норм, на их юридическую и логическую последовательность, а также на то, чтобы нормы были свободны от «учёного таинственного языка», были изложены точно и определённо, а главное — кратко и понятно. 15 апреля 1874 года предварительная комиссия представила свой доклад бундесрату, который одобрил его 22 июня 1874 года.

### Первая комиссия

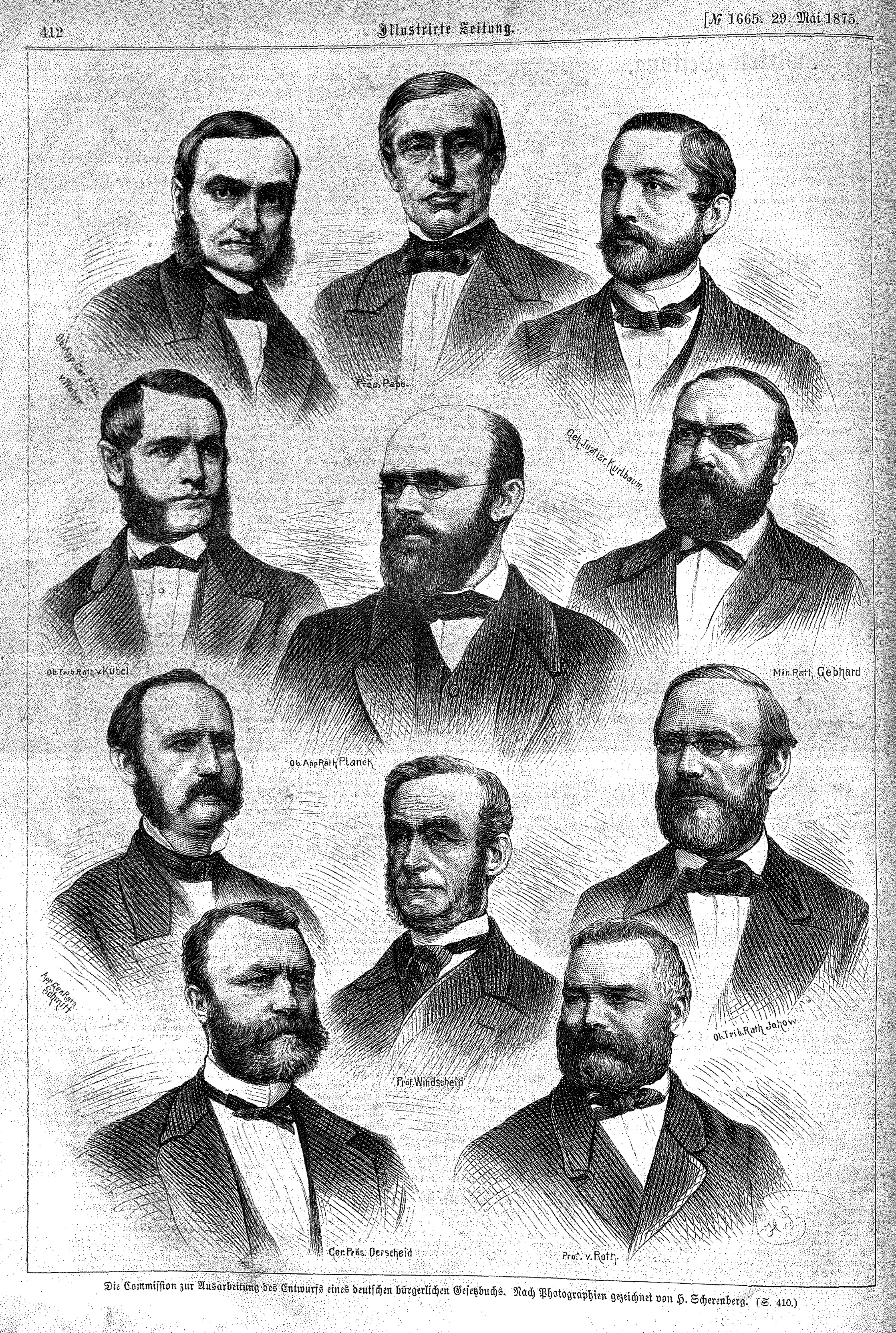
Первая комиссия по составлению проекта БГБ

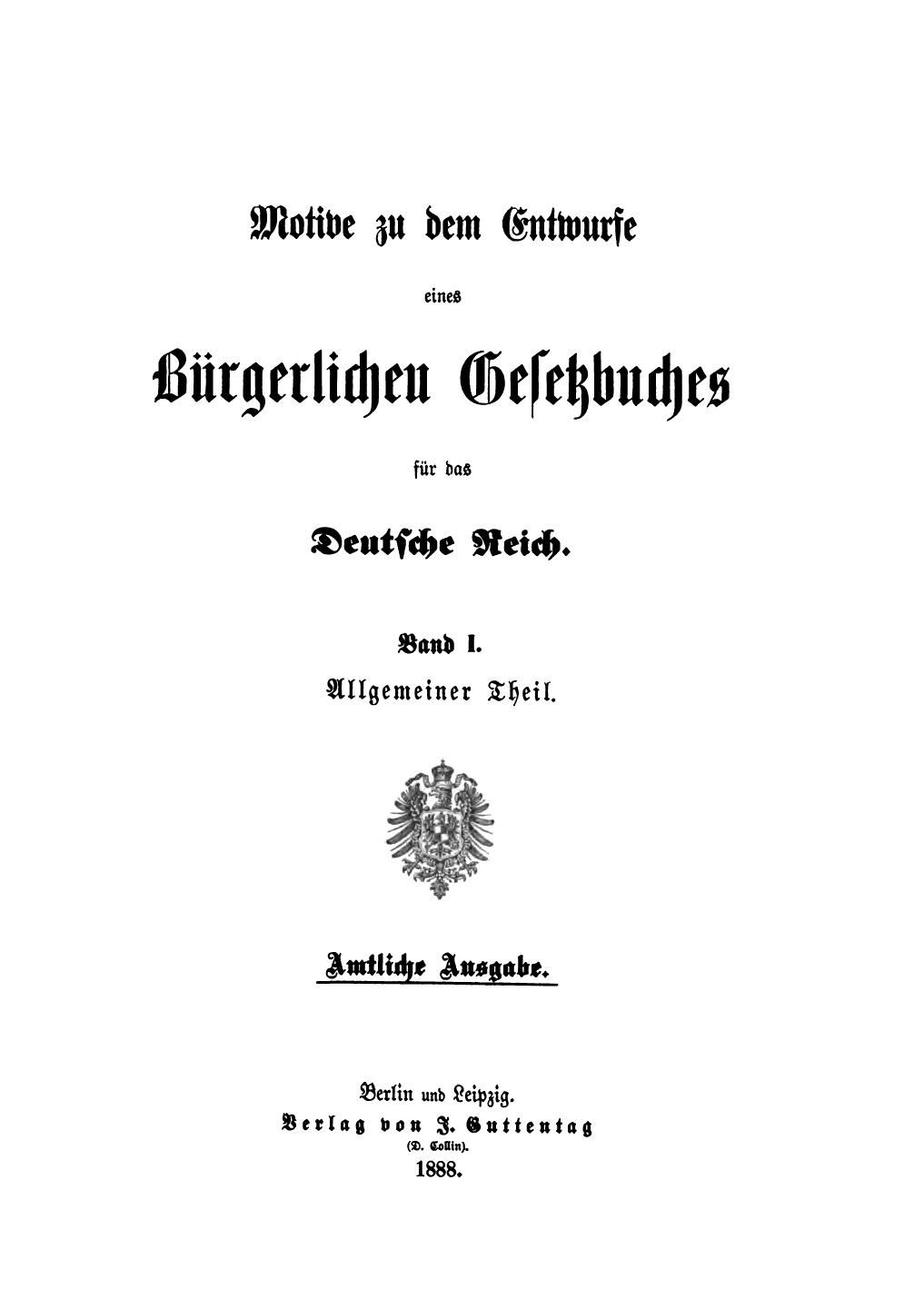
Первый том Мотивов к БГБ, 1888 год

21 июля 1874 года бундесрат, руководствуясь главным образом предложениями предварительной комиссии, образовал первую официальную комиссию по выработке проекта общегерманского гражданского кодекса, включив в её состав высокопоставленных судей и чиновников, представлявших различных членов империи:
- Пруссия: Рейнгольд Иохов[нем.], Готлиб Планк[нем.], Карл Курльбаум;
- Баден: Альберт Гебхард[нем.];
- Вюртемберг: Франц Филипп фон Кюбель (после его смерти — Иоганн Густав фон Мандри[нем.]);
- Бавария: Готфрид фон Шмитт[нем.];
- Рейнская провинция: Густав Теодор Фридрих Дершейд[нем.];
- Саксония: Антон фон Вебер (после его смерти — Конрад Вильгельм фон Рюгер[нем.]).

Кроме того, в состав комиссии были введены двое крупных учёных-правоведов, представителей различных течений в немецкой юриспруденции — германист Пауль Рудольф фон Рот и пандектист Бернхард Виндшейд, влияние которого было особенно сильным. Комиссию возглавил Генрих Эдуард фон Папе, председатель Высшего коммерческого суда в Лейпциге. Перед комиссией были поставлены следующие задачи: исследовать действующее в Германии частное право с точки зрения его целесообразности, внутренней согласованности и последовательности; найти и проанализировать противоречия между ранее принятыми крупными законодательными актами и продолжающим действовать общим (пандектным) правом; попытаться устранить имеющиеся противоречия и в конечном счёте создать проект БГБ. Целью реформы была объявлена унификация германского гражданского права на базе существующих юридических норм; каких-либо принципиальных изменений в правовое регулирование вносить не предполагалось.
17 сентября 1874 года состоялось первое заседание комиссии. Институционная система была единодушно отвергнута и было принято решение о разделении проекта на пять книг на основе пандектной системы. Ответственным за разработку каждой книги был назначен отдельный редактор — член комиссии: Гебхард — общая часть, Иохов — вещное право, Кюбель — обязательственное право, Планк — семейное право, Шмитт — наследственное право. В процессе работы каждый редактор сотрудничал с остальными; по сложным и принципиальным вопросам решение принимали все члены комиссии коллегиально. За семь лет были закончены четыре из пяти книг проекта: раздел по наследственному праву в 1879 году, раздел по семейному праву в 1880 году, раздел по вещному праву в 1880 году, раздел «Общая часть» в 1881 году. В процессе подготовки проекта был собран громадный исторический и юридический материал и составлено 734 протокола, заполнивших 12 309 листов; впоследствии они были опубликованы в виде пятитомных «Мотивов к проекту Гражданского кодекса Германской империи» и шеститомных «Протоколов комиссии по составлению проекта Гражданского кодекса».
Работа комиссии велась в обстановке строгой служебной тайны. Сообщать о ходе подготовки БГБ было запрещено, подготовленные проекты отдельных книг не издавались и не выносились на обсуждение деловых и юридических кругов. В официальном правительственном издании — «Рейхсанцейгер» публиковались лишь небольшие извещения об отдельных заключениях комиссии, иногда — отдельные параграфы проекта.
1 октября 1881 года начались совместные совещания комиссии с целью согласования и объединения отдельных подготовленных проектов книг БГБ. Совместная работа продолжилась ещё шесть лет и, наконец, 20 ноября 1887 года комиссия Папе объявила о завершении работ по составлению общегерманского гражданского кодекса. 31 января 1888 года бундесрат постановил опубликовать проект БГБ вместе с Мотивами к проекту.
После опубликования проект подвергся широкому обсуждению. Начали появляться работы учёных, юристов-практиков, представителей компаний, государственных учреждений и юридических организаций, посвящённые проекту; число опубликованных работ достигло 600, что дало основание некоторым исследователям утверждать об «общей работе всего народа, едва ли выпадавшей когда-нибудь на долю какого-либо законодательного акта». В целом самые разные круги германского общества оценили проект весьма неблагосклонно. В частности, представитель германистов Отто фон Гирке негативно отнёсся к чрезмерной подверженности проекта доктрине пандектистики, что привело к его перегруженности нормами пандектного права: «он (проект) не является ни немецким, ни народным, ни творческим… То, что он нам предлагает, есть в конечном счёте выжимка из римских пандект, отлитая в параграфы закона». Влиятельный политик Отто Бэр назвал проект «маленьким Виндшейдом», намекая на известный учебник пандектного права одного из членов комиссии и тем самым подчеркнув академическую манеру изложения норм и чрезмерное количество дефиниций и общих положений в проекте. Профессор Эрнст Беккер нелестно отзывался о тяжёлом, малопонятном, архаичном языке труда комиссии Папе и помимо прочего указывал: «произведение носит отпечаток кропотливой вычурности, а педантичная заботливость, направленная на мелочи, заставляла часто упустить из вида вещи более важные». Юрист и социолог Антон Менгер обвинил проект в реакционности, классовой несправедливости и доктринерстве: «В юридической литературе всех исторических эпох я не берусь найти ни одного законодательного труда, который покровительствовал бы так односторонне интересам состоятельных классов и который обнаруживал бы так явно своё пристрастие, как германский проект. <…> Что в результате всей этой собирательной и сортировочной работы получился всего только разделённый на параграфы учебник действующего права, из которого выкинуто только все очевидно устарелое, и что этот проект мог бы быть обнародован не только в 1888 году, но и целым столетием раньше, хотя бы в 1788 году, — это не удивит никого ввиду принятого авторами метода его составления. Я иду дальше и высказываю уверенность в том, что если бы редакторы застали рабство и крепостную зависимость в качестве действующего в Германии права, то они тщательно законсервировали бы в своем проекте эти почтенные правовые институты».
Отрицательно оценила проект крупнейшая юридическая организация Германии — Немецкий союз адвокатов; зарождавшееся феминистское движение выступало против консерватизма в регулировании проектом брачно-семейных отношений. Против принятия проекта высказался сам канцлер империи Отто фон Бисмарк, назвав его «ящиком Пандоры». Современник разработки БГБ, профессор Франц Бернгефт следующим образом охарактеризовал главную ошибку первой комиссии: «Если проект оказался несоответствующим современным социальным потребностям, то причина этого лежала в описанных выше обстоятельствах. Когда комиссия начинала свою деятельность, огромное значение социальных вопросов ещё не вошло в сознание более широких народных кругов; недостатки экономического порядка надеялись, в худшем случае, устранить посредством лёгких государственных мероприятий, и тогда показалась бы совершенной нелепостью мысль составить для их уничтожения целое уложение. Комиссия поэтому поняла свою задачу в том смысле, что она должна кодифицировать главным образом существующее право, устраняя совершенно устаревшее, а также, где было нужно, создавая новое право, но воздерживаясь от каких-либо глубоких перемен в существующем порядке. При этом она придавала гораздо больше значения установлению единства права, нежели его соответствию потребностям современной народной жизни».

### Вторая комиссия

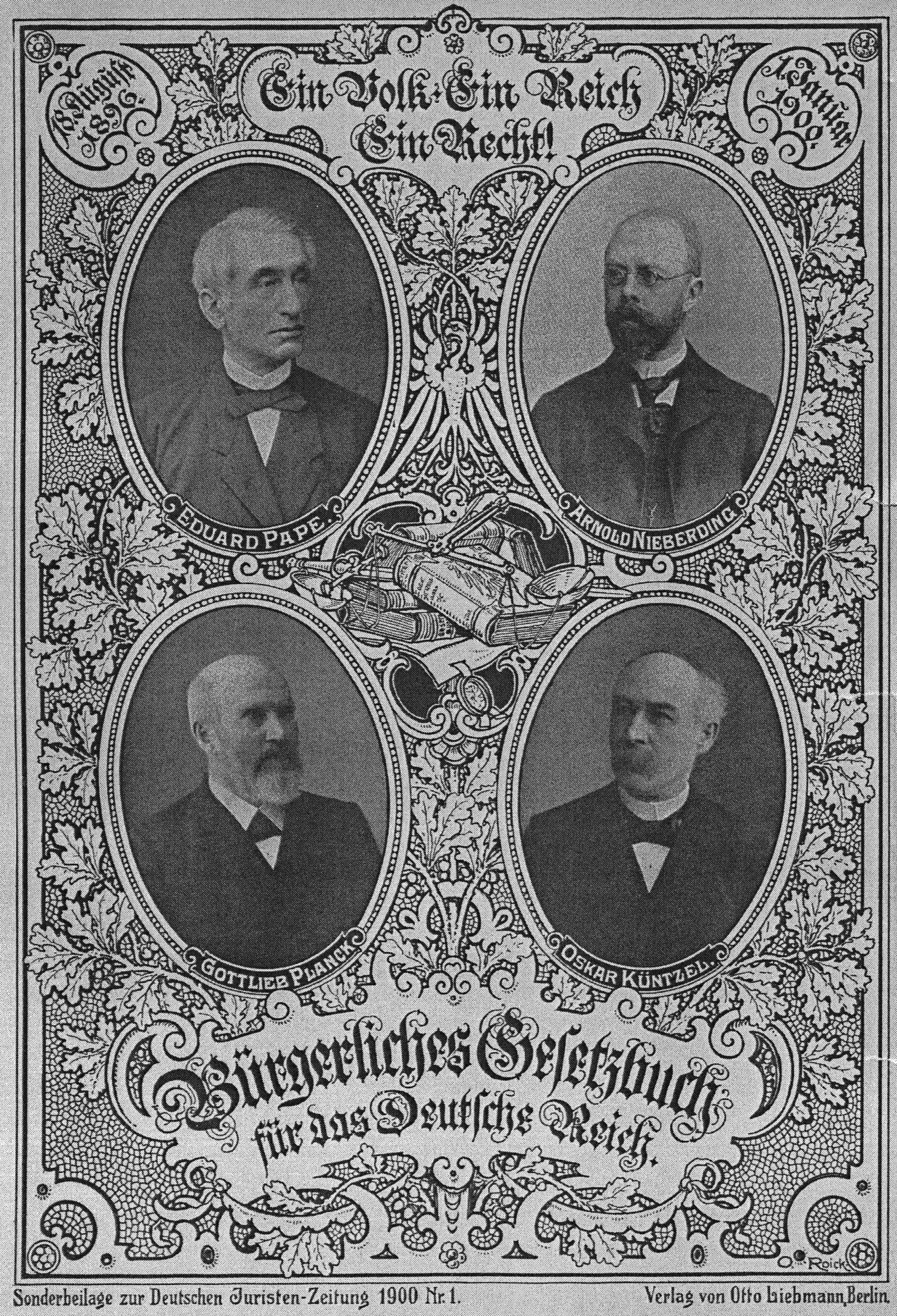
Э. Папе, А. Нибердинг, Г. Планк, О. Кюнцель. Приложение к специальному номеру Deutsche Juristen-Zeitung, посвящённому вступлению БГБ в силу

После трёхлетних обсуждений было принято решение переработать проект. Имперское ведомство юстиции составило 6-томный свод всех предложений и замечаний к проекту, и 4 декабря 1890 года бундесрат сформировал вторую комиссию по составлению проекта БГБ. Состав комиссии был значительно расширен: в него вошли 10 штатных и 12 (согласно некоторым источникам — 13) внештатных членов, среди которых были представители банковского дела, промышленности, крупных землевладельцев, а также политических партий. Помимо лиц, входивших ещё в первую комиссию (Планк, Гебхард, Мандри, Рюгер), в составе второй комиссии в разное время работали правовед-германист Рудольф Зом, профессор политической экономии Иоганнес Конрад, Роберт Боссе, Арнольд Нибердинг, Эмиль Дитмар, Исаак Вольфсон, Карл Генрих Бёрнер, Герман Густав Эйхгольц, Карл фон Якубецкий, Герман Штрукман и др. Комиссию возглавляли высокопоставленные служащие Имперского ведомства юстиции — Отто фон Элшлегер (до февраля 1892 года), Эдуард Ганауер (апрель 1892 года — апрель 1893 года) и Оскар Кюнцель (с мая 1893 года). Ведущую роль в комиссии играл Планк, ставший её ответственным секретарем.
Совещания второй комиссии начались 1 апреля 1891 года. В отличие от предыдущей комиссии её работа отличалась гораздо большей гласностью: к участию в обсуждениям приглашались все желающие, постановления комиссии печатались в «Рейхсанцейгер». Замечания к проекту принимались комиссией до 19 июня 1895 года. Работа комиссии отличалась в лучшую сторону и в содержательном отношении: в то время как первая комиссия ограничилась в основном изложением действующего права в точных формулировках, вторая комиссия свободно вносила изменения в правовое регулирование, руководствуясь требованиями современности и задачами обеспечения необходимой защиты экономически слабых слоёв населения. Проект второй комиссии заметно выиграл также по уровню ясности и простоты: римская (пандектная) терминология была сокращена в пользу немецких слов, ликвидированы многочисленные дефиниции. Были устранены многие нормы римского происхождения, а взамен их введён ряд принципов и норм германского права. Отдельные разделы проекта были переработаны и расширены.
Всего комиссия провела 428 заседаний, было составлено 8765 страниц протоколов. Труд комиссии сначала был опубликован в виде частичных проектов отдельных книг; после публикации проект был обсужден и одобрен на съезде германских юристов. Второй проект БГБ хотя и существенно превосходил первый, но тем не менее не был лишён недостатков и был воспринят юристами прохладно. Однако имперская и местные власти требовали немедленного обсуждения и принятия проекта; это объяснялось тем, что в 1896 году предстояли новые выборы членов рейхстага, и многолетняя работа комиссий могла оказаться бесплодной. В конце октября 1895 года проект в окончательной редакции поступил в бундесрат. Основным докладчиком был Планк, отдельными содокладчиками по 5 книгам были Гебхард, Якубецкий, Кюнцель, Мандри, Рюгер (позднее его заменил Бернер). Бундесрат внёс в проект некоторые поправки, касавшиеся юридических лиц; кроме того, содержание шестой книги проекта (нормы международного частного права) было перенесено из основного текста кодекса во Вводный закон.

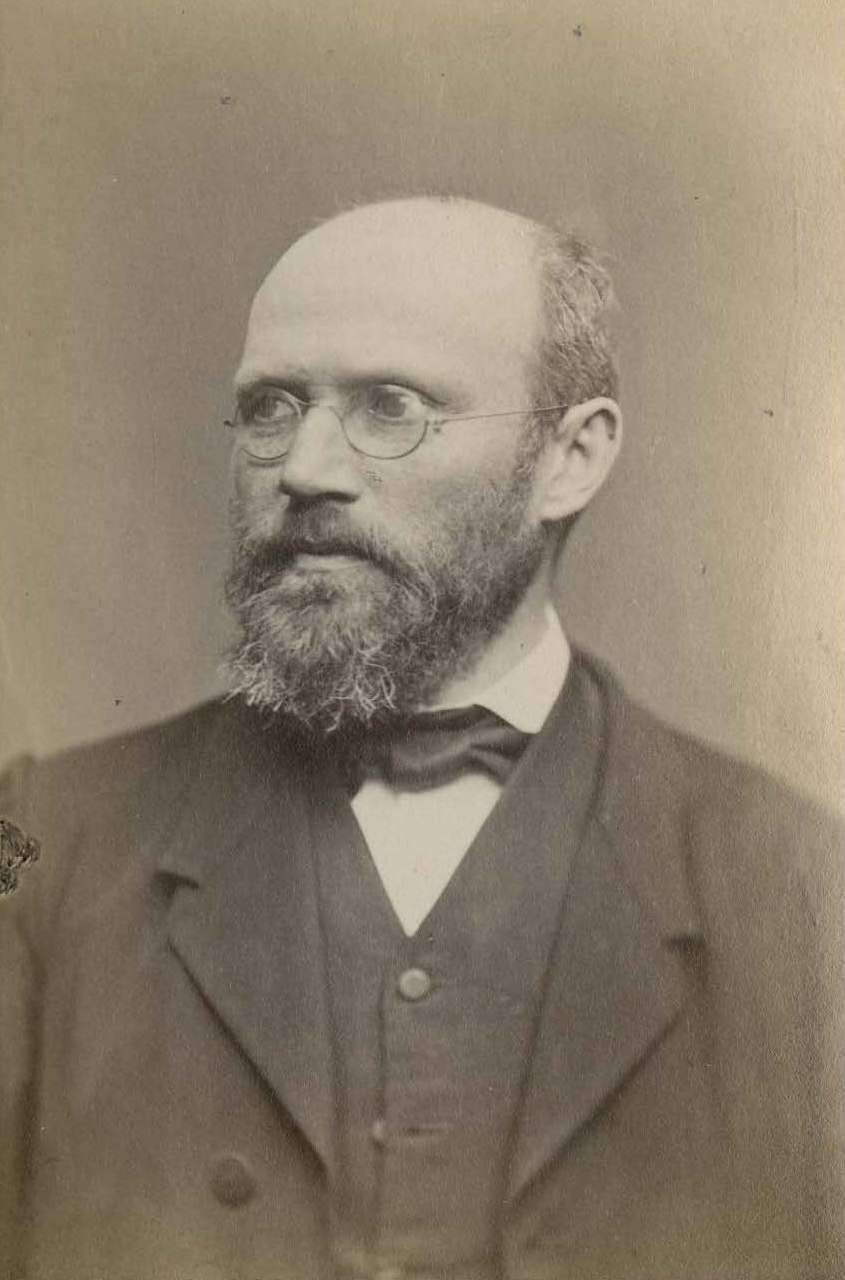
Г. Планк
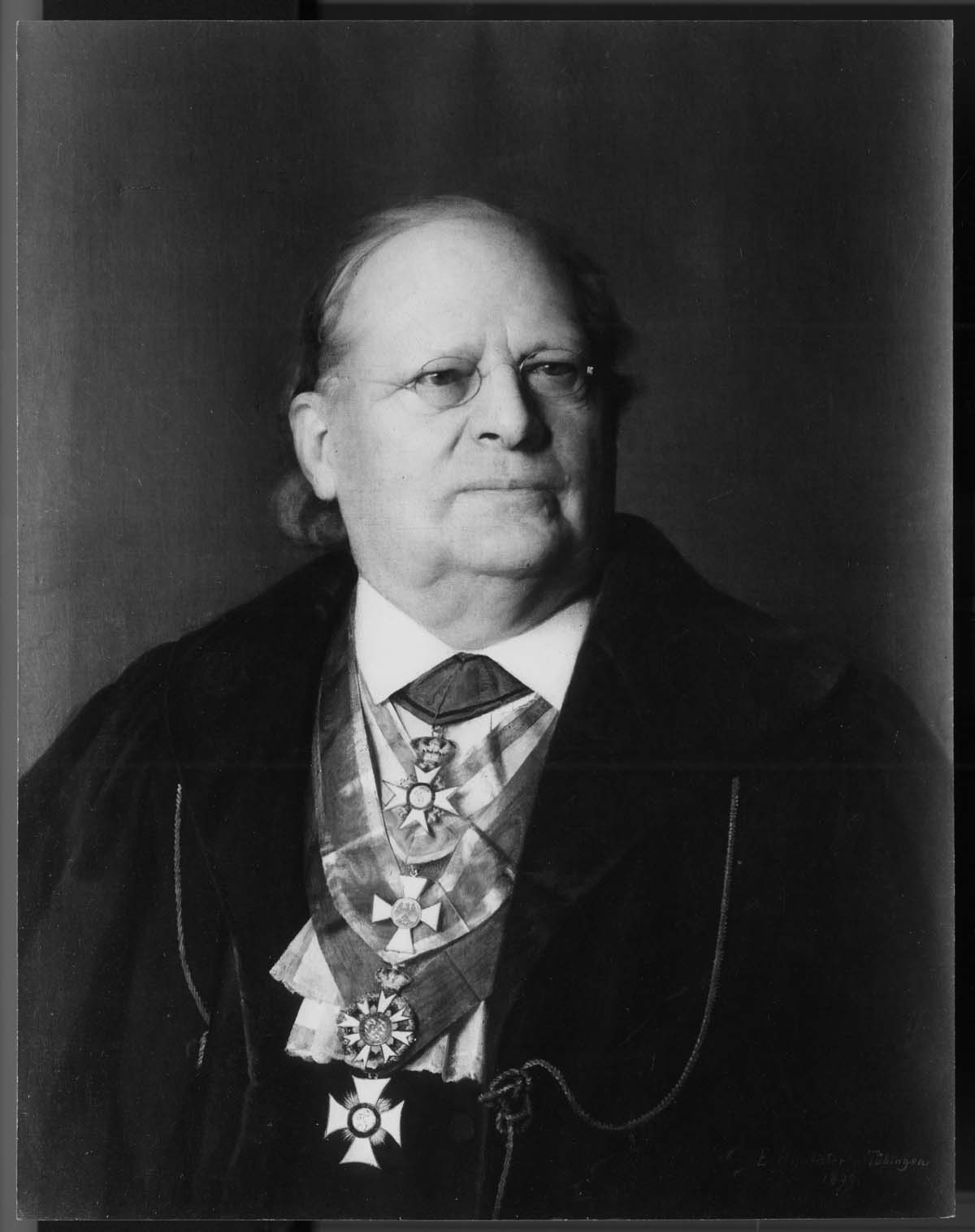
И. Г. фон Мандри
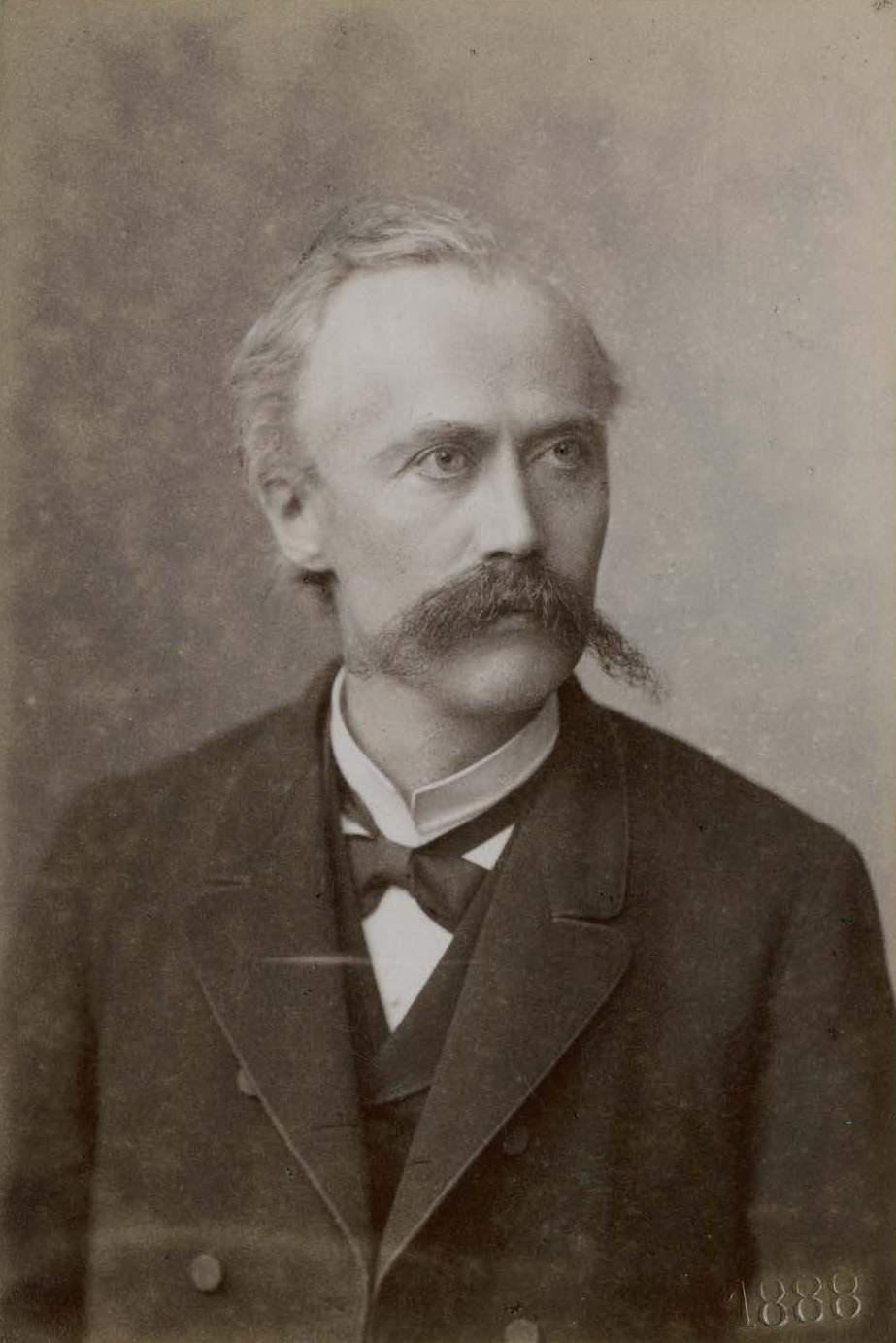
Р. Зом
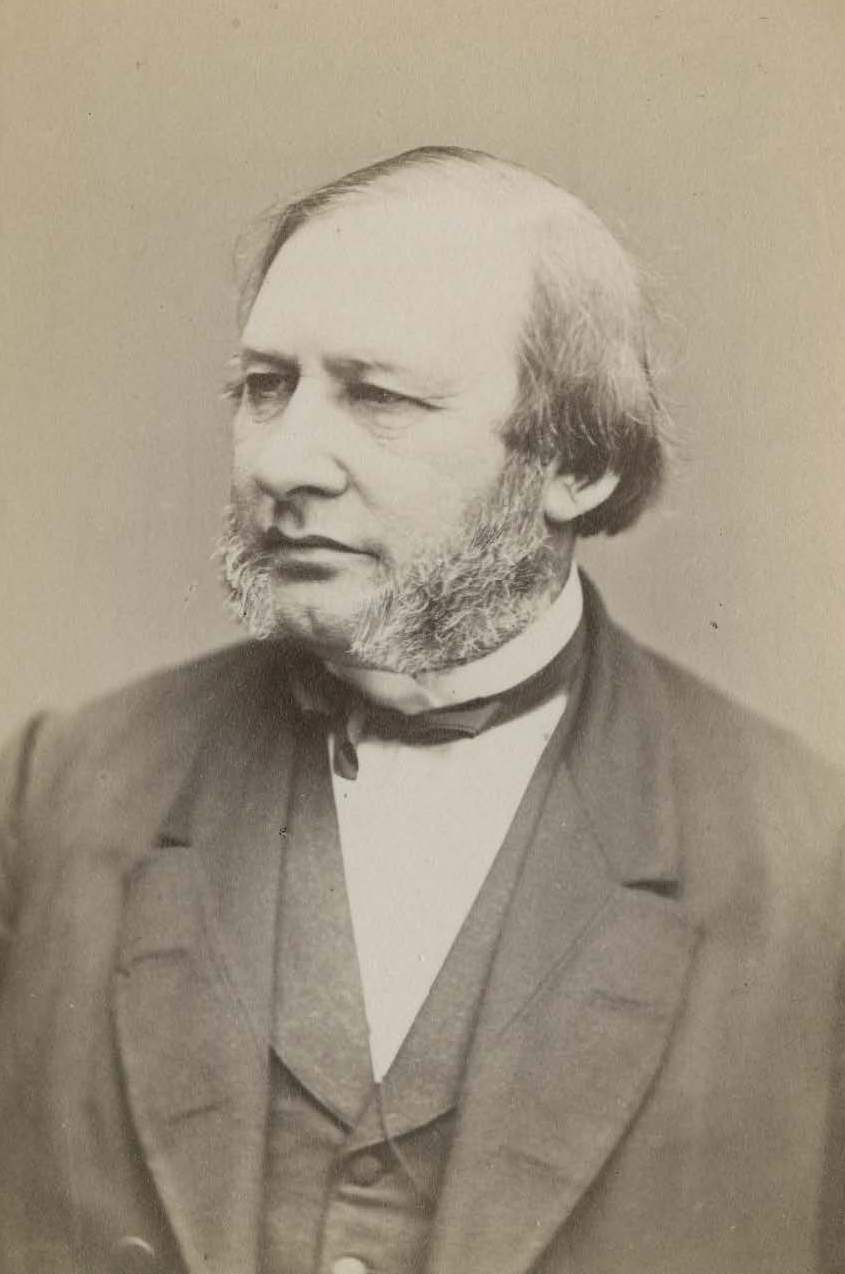
И. Вольфсон
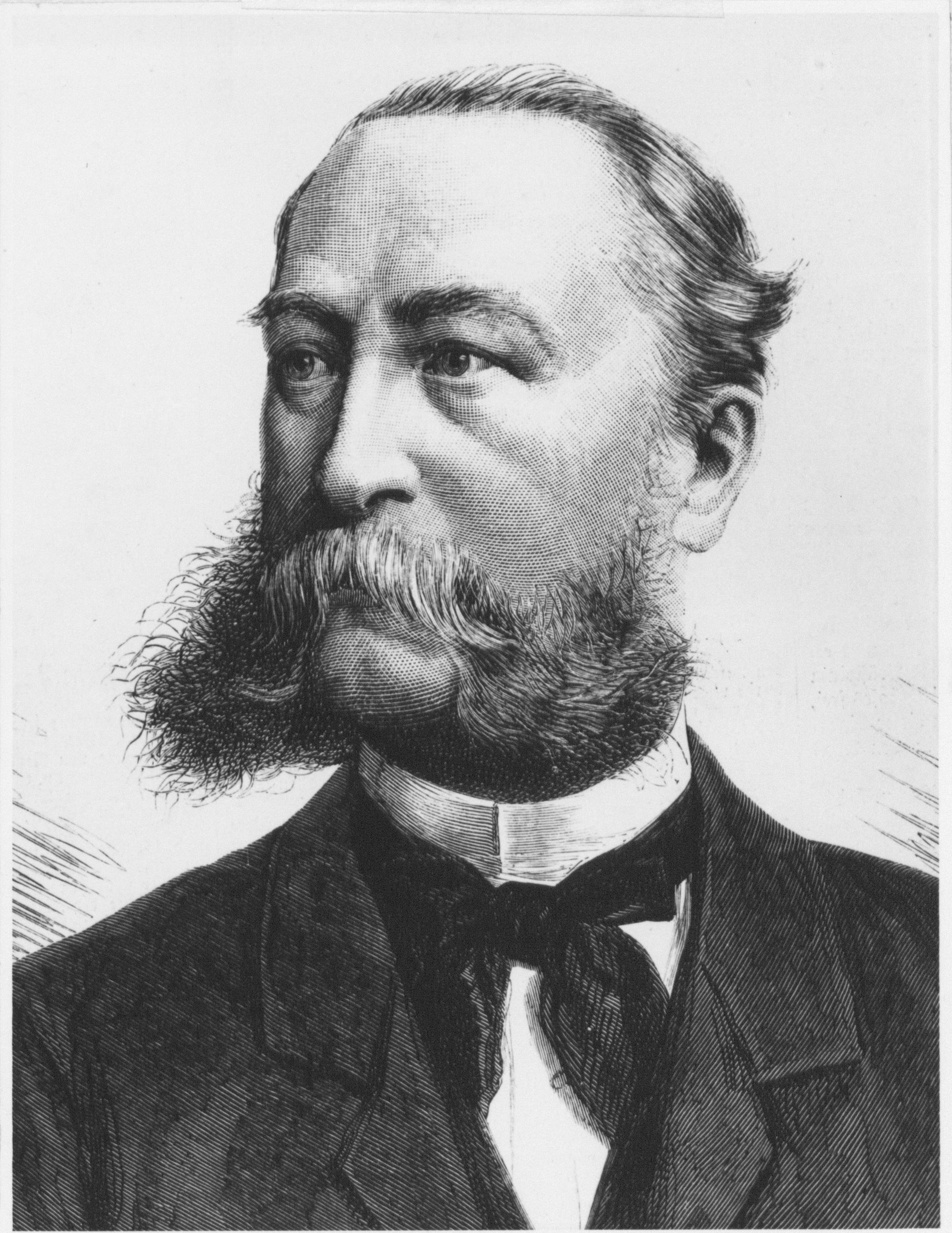
О. фон Элшлегер
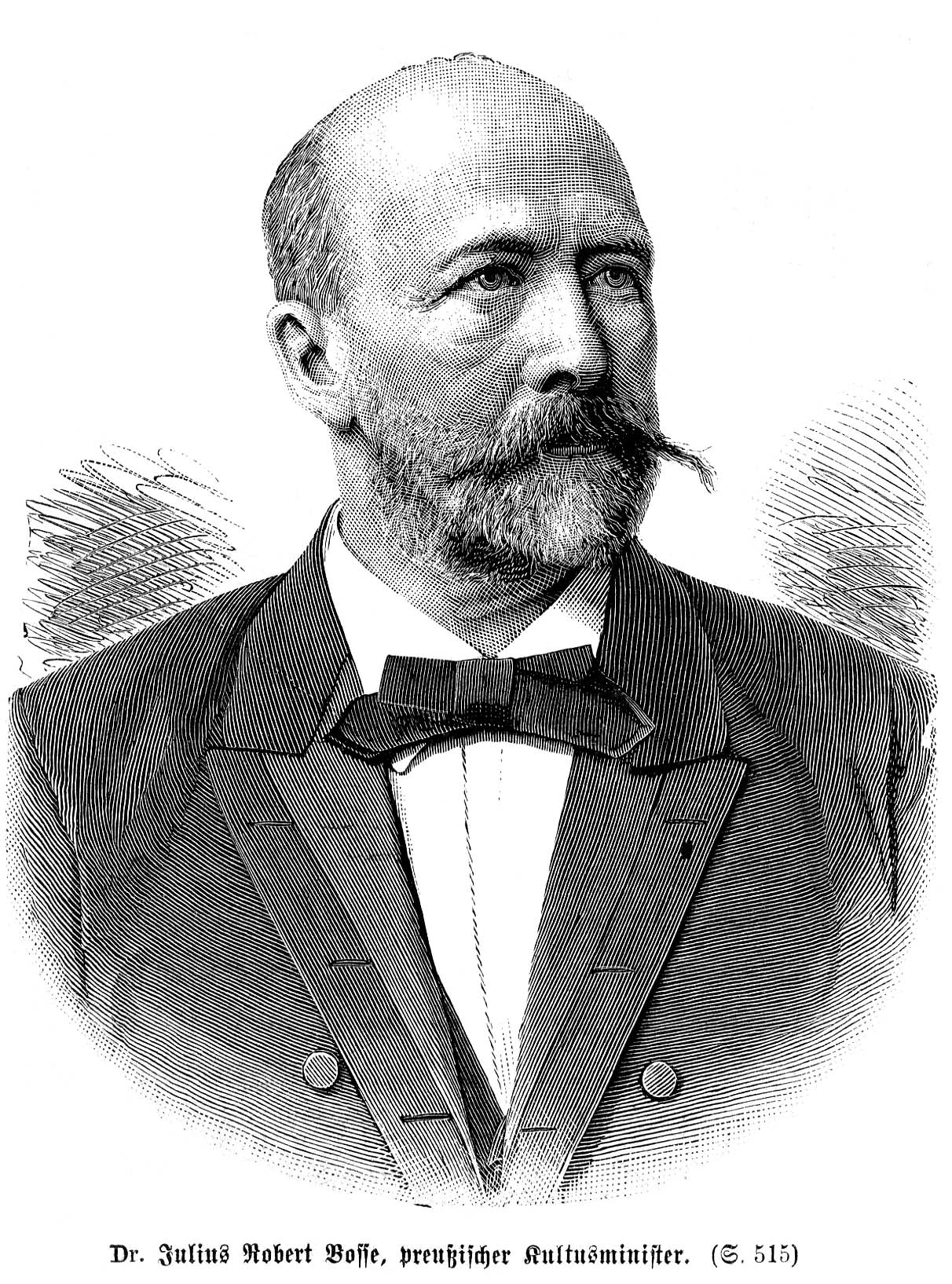
Р. Боссе
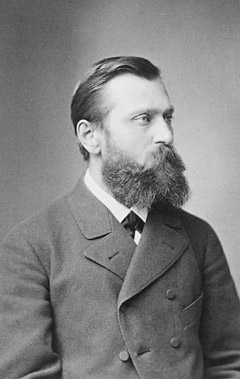
И. Конрад

## Принятие БГБ

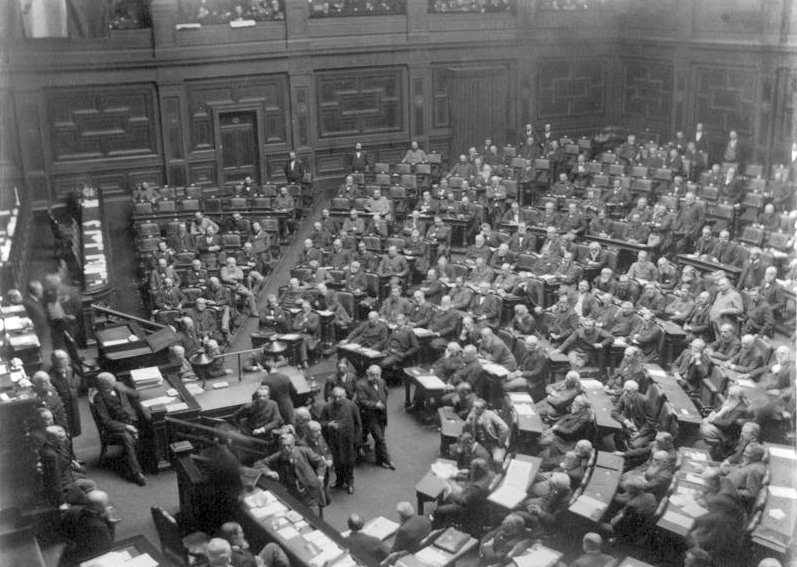
Пленарный зал заседаний рейхстага Германской империи

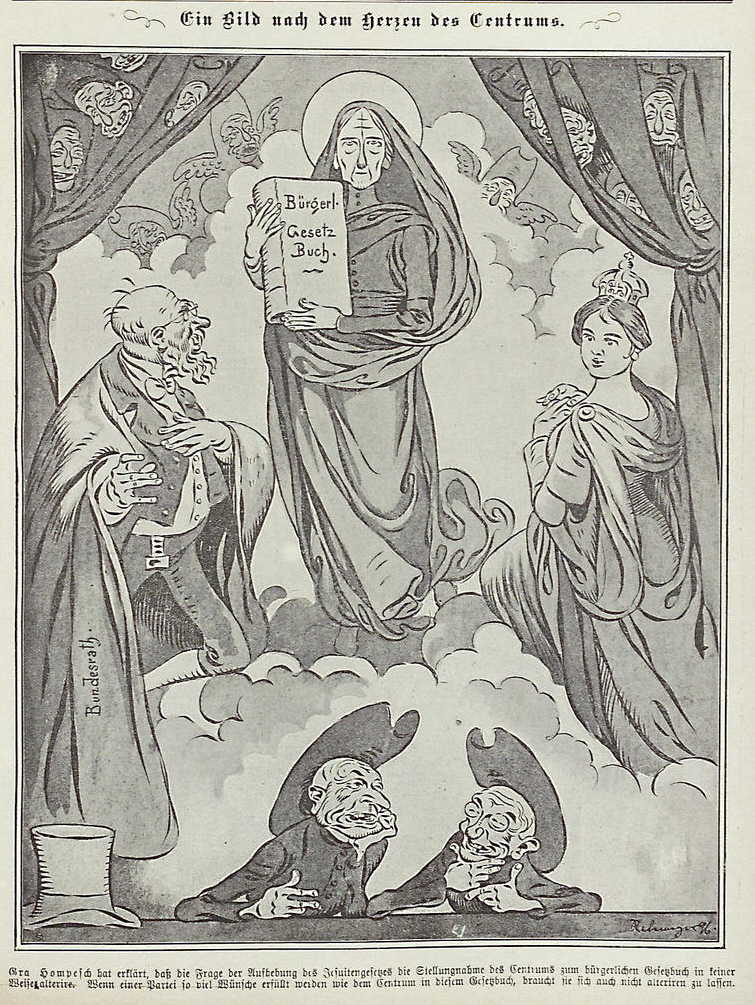
Принятие БГБ. Карикатура из сатирического журнала Kladderadatsch, пародирующая «Сикстинскую мадонну»

17 января 1896 года рейхсканцлер Хлодвиг Гогенлоэ внёс в рейхстаг проект БГБ вместе с пояснительной запиской Имперского ведомства юстиции. Это событие не вызвало большого интереса у членов представительного органа: при внесении присутствовало всего 40—50 депутатов из 397.
6 февраля, после первого чтения, была образована особая комиссия рейхстага из 21 члена, целью которой было рассмотрение проекта по существу. Безоговорочно за проект выступала лишь буржуазная Национал-либеральная партия, влияние которой существенно уменьшилось. Основные политические силы — Партия Центра и Социал-демократическая партия были настроены к проекту довольно критически. В связи с этим в комиссии рейхстага разгорелись споры по поводу ряда норм проекта, особенно в вопросах о правах обществ (юридических лиц) и брачном праве. Ряд членов комиссии полагал, что права обществ должны быть существенно расширены, а также едины во всех государствах-членах империи. Нормы брачного права предлагалось ужесточить, исключив обязательный гражданский брак и уменьшив число оснований развода. Поиски компромиссных решений заняли ещё полгода, и наконец, после 53 заседаний комиссия утвердила проект с довольно значительными изменениями. Докладчиками комиссии были Людвиг Эннекцерус (первая и вторая книги), Герхард фон Бухка (третья книга), Карл Бахем (четвёртая книга), Гуго Шредер (пятая книга).
В июне 1896 года проект был возвращён в рейхстаг. В самом начале сразу возникло предложение перенести чтение проекта на осень, чтобы иметь возможность более основательного рассмотрения, однако оно было отвергнуто, и рейхстаг приступил к дебатам. Представителем правительства в процессе рассмотрения проекта был один из участников второй комиссии по разработке БГБ — Арнольд Нибердинг, занимавший пост статс-секретаря Имперского ведомства юстиции и сыгравший значительную роль в проведении проекта БГБ через рейхстаг (руководитель социал-демократической фракции Август Бебель даже назвал его «официальным толкователем Гражданского кодекса»).
В процессе обсуждения социал-демократы требовали внесения изменений в правила об обществах, протестовали против исключения из проекта норм о найме сельских рабочих и прислуги, требовали внесения целого ряда изменений в раздел об обязательственном праве в интересах неимущих слоёв населения. Однако большинство их предложений было отклонено. Консерваторы вновь попытались отменить обязательный гражданский брак, но безуспешно. Наибольшей остротой отличались прения по довольно незначительному вопросу — о возмещении крестьянам убытков, причиненных охотничьей дичью, живущей на соседних землях помещика; под давлением консерваторов и Партии Центра эта норма была исключена. На заключительном пленарном заседании рейхстага, призванном принять окончательный проект, с трудом был обеспечен необходимый кворум из 2/3 от общего числа депутатов: присутствовали лишь 288 человек из 396. Как с иронией отмечал Ф. Бернгефт, «добрая воля господствующих партий и холодная погода сделали своё дело, и таким образом всё-таки удалось то, на что многие надеялись и в чём лишь немногие были уверены». 19—27 июня прошло второе чтение, и 1 июля 1896 года рейхстаг принял гражданский кодекс Германии в третьем чтении 222 голосами против 48 (в основном социал-демократов) и при 18 воздержавшихся.
14 июля 1896 года БГБ был одобрен бундесратом, 18 августа его подписал император Вильгельм II. БГБ был опубликован 24 августа 1896 года в официальном периодическом издании империи — «Рейхсгезецблатт».
|  |  |  |  |  |  |

## Введение в действие. Вводный закон к БГБ

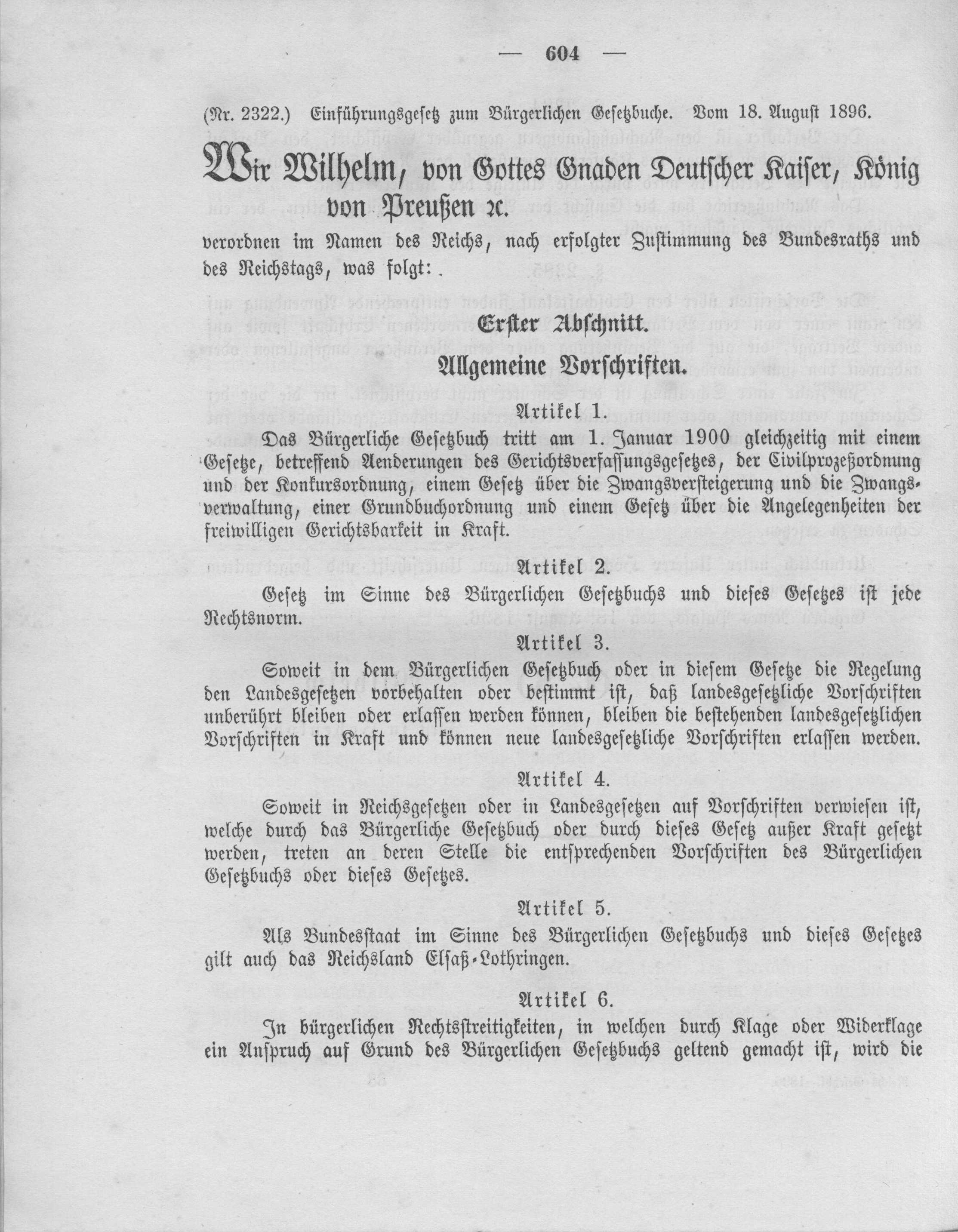
Первая страница Вводного закона (публикация в Reichsgesetzblatt)

Одновременно с БГБ был принят Закон о введении в действие БГБ (Вводный закон). В соответствии с Вводным законом БГБ вступил в силу 1 января 1900 года. Такая отсрочка была вызвана необходимостью предоставить германским государствам время для внесения необходимых изменений в местное законодательство, и всем заинтересованным лицам — возможность изучить кодекс. Кроме того, в литературе называется и субъективная причина отсрочки — личное пожелание кайзера, считавшего, что новый век следует ознаменовать блистательным началом. Вводный закон к БГБ состоит из 218 статей, объединённых в четыре раздела:
1. Раздел «Общие положения» (ст. 1—31).
2. Раздел «Отношение Гражданского кодекса к имперским законам» (ст. 32—54).
3. Раздел «Отношение Гражданского кодекса к законам земель» (ст. 55—152).
4. Раздел «Переходные положения» (ст. 153—218).

По общему правилу имперское право и местное (земское) законодательство оставались в силе постольку, поскольку из БГБ или Вводного закона не вытекало иного. Многие имперские законы были существенно изменены Вводным законом. В частности, были изменены либо частично утратили силу Закон об актах состояния, Закон о договорных процентах, Закон о ростовщичестве, Закон об ответственности в случае повышенной опасности, а также Устав о промышленности.
«Центр тяжести» Вводного закона составлял третий раздел. Почти 100 статей этого раздела (то есть почти половина всего Вводного закона) посвящены применению местного законодательства, и большая часть из них начиналась со слов «остаются без изменения» (нем. «unberührt bleiben»), перечисляя ряд вопросов, по которым оставалось в силе законодательство отдельных германских государств. К перечню таких вопросов были отнесены в том числе особый статус главы и членов владетельных (королевских, княжеских) домов германских государств; различные феодальные формы дворянского родового имущества (ст. 59), рентное имущество и право наследственной аренды (ст. 63), право крестьянского единонаследия (ст. 64), право охоты и рыболовства, горное право (ст. 67), правовое положение прислуги и домашних рабочих (ст. 95), водное право (ст. 65) и др. Как подчеркивал депутат от Социал-демократической партии Кауфман, «в статьях 55—152 Вводного закона к БГБ мы находим очень длинный список потерь для немецкой идеи единства».
Одновременно с БГБ вступили в силу три новых закона, которые получили название «дополнительные законы» (нем. «Nebengesetze»):
1. Закон о принудительной продаже с торгов и о принудительном управлении[нем.] от 24 марта 1897 года.
2. Устав о поземельных книгах[нем.] от 24 марта 1897 года.
3. Закон о добровольной подсудности[нем.] от 17 мая 1898 года.

Кодификация вызвала необходимость внесения изменений в процессуальное и торговое право. В связи с этим одновременно с БГБ вступил в силу закон от 17 мая 1898 года, вносивший изменения в Закон о судоустройстве, Гражданский процессуальный кодекс и Конкурсный устав. Новый Торговый кодекс Германии, отменивший действие старого Всеобщего германского торгового кодекса 1861 года, был принят 10 мая 1897 года и также введён в действие с 1 января 1900 года.
В статьях 7—31 Вводного закона содержались нормы международного частного права, впоследствии расширенные Законом о новом регулировании международного частного права от 25 июля 1986 года и Законом о международном частном праве для внедоговорных обязательственных отношений и для вещей от 21 мая 1999 года. В современной редакции они основаны на системе всесторонних коллизионных норм, то есть норм, устанавливающих применимость не только германского, но и любого иностранного права. Формулируя привязки коллизионных норм, касающихся личного закона, Вводный закон следует принципу гражданства: частноправовые отношения человека подчинены праву страны, гражданином которой он является. Там, где гражданство неприменимо, например, из-за участия в правоотношении лиц с разным гражданством, в качестве вспомогательной привязки используется место постоянного пребывания; прежде всего это касается определения общих последствий брака, режима имущественных отношений супругов и расторжения брака. При определении применимого права Вводный закон ориентируется также на волю сторон; возможность выбора права предусматривается не только для договорных обязательств, но и при реализации права на имя, при определении последствий брака, а также для наследственных отношений и обязательств, возникших в силу закона. Сфера применения коллизионных норм Вводного закона существенно сузилась с введением в действие гармонизирующих коллизионное право стран Евросоюза регламентов Рим I, Рим II и Рим III.

## Общая характеристика БГБ

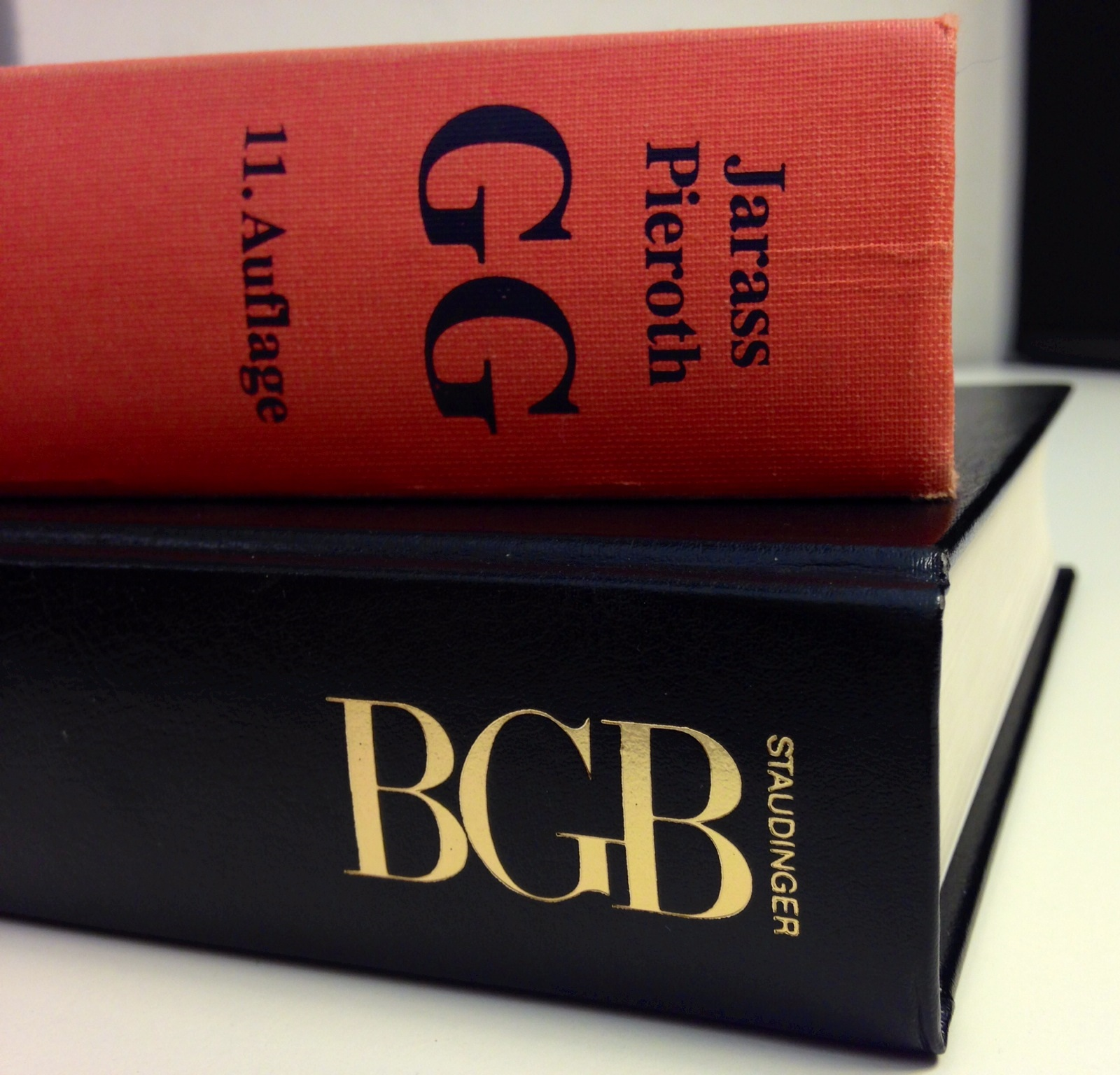
Комментарии к БГБ и Основному закону ФРГ

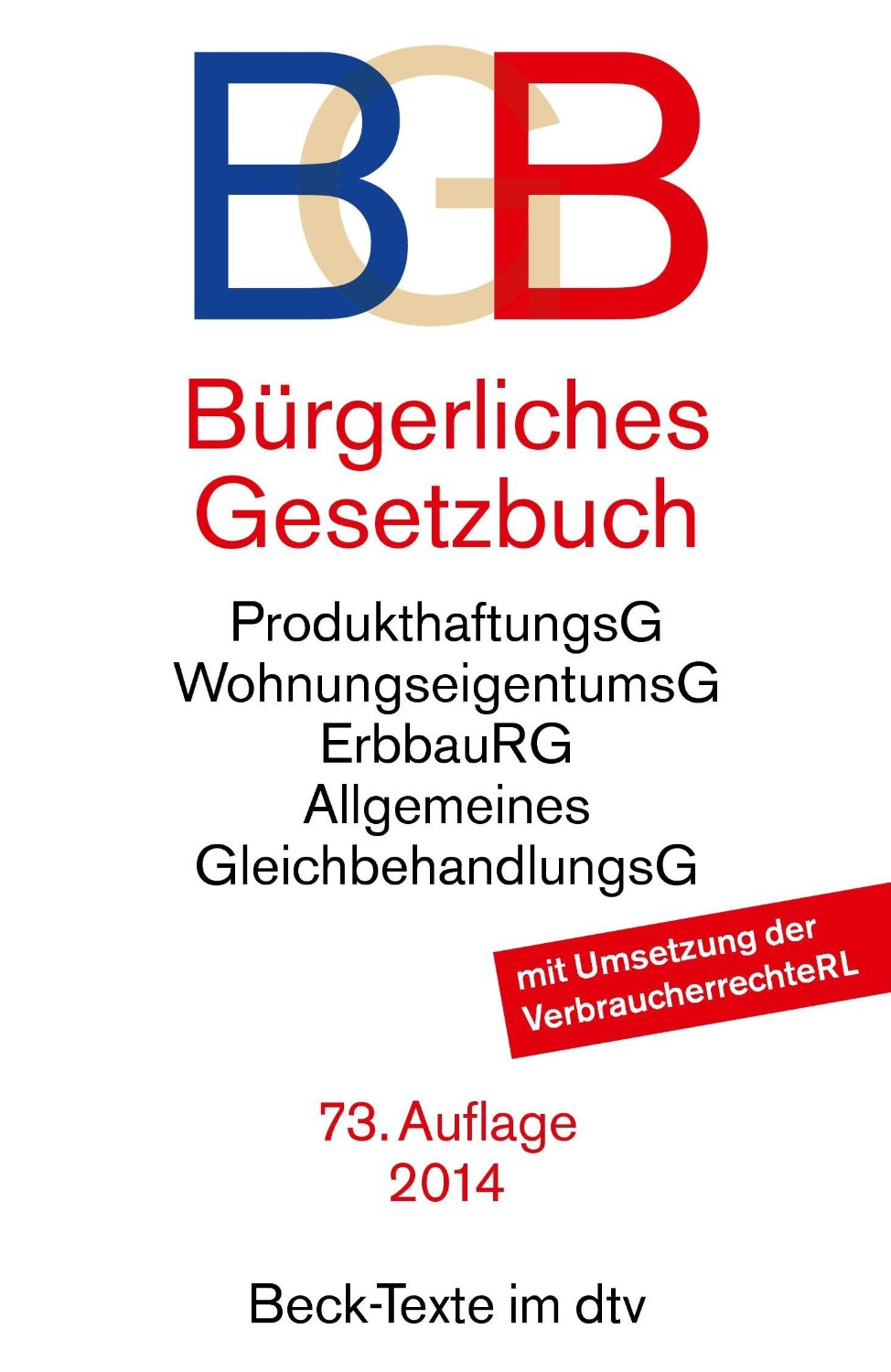
Издание БГБ 2014 года, включающее также Закон об ответственности за некачественную продукцию, Закон о собственности на жилые помещения, Закон о наследственном праве застройки и Закон об общем равноправии

Гражданский кодекс Германии является крупнейшей кодификацией гражданского права конца XIX века: первоначальная редакция БГБ насчитывает 2385 параграфов, не считая 218 статей Вводного закона. При составлении и принятии БГБ германский законодатель отказался от институционной системы Кодекса Наполеона: немецкий кодекс построен по пандектной системе, разработанной пандектистами XIX века и группирующей гражданско-правовые нормы в четыре крупных института — вещное, обязательственное, брачно-семейное и наследственное право; нормы, общие для всех подотраслей гражданского права, составляют общую часть. Влияние пандектистики прослеживается не только в структуре, но в значительной степени в стиле и содержании БГБ, что впоследствии дало Цвайгерту и Кётцу основание назвать его «триумфом немецкой науки гражданского права» (в частности, Р. Книпер приводит в пример параграфы 97, 177, 306 БГБ, текст которых практически полностью соответствует формулировкам знаменитого «Учебника пандектного права» Виндшейда, а также теорию правопритязаний из отношений собственника — владельца, также перенятую кодификаторами из трудов этого ученого). Следование научно-правовой традиции, с одной стороны, положительно сказалось на юридико-техническом уровне БГБ, с другой — было одной из причин упреков кодекса в консерватизме в отдельных вопросах: по мнению некоторых ученых, БГБ «глядит назад в XIX век» (Г. Весенберг), представляет собой «конечный продукт скорее XIX века, нежели начала XX века» (Радбрух).
Авторы БГБ отказались и от метода казуистического регулирования отдельных случаев и ситуаций: кодекс содержит отвлечённо сформулированные правовые нормы общего характера. БГБ обращён прежде всего к специалистам-юристам, а не к рядовым гражданам: его материал изложен языком абстрактных понятий, малопонятным для непрофессионала. Уже после принятия БГБ учёный эпохи высказывал опасения: «принятый в Германском гражданском уложении способ изложения может дать повод к большим недоразумениям. Несомненно прежде всего то, что оно недоступно для народного понимания». Из способа конструирования норм следуют определённые особенности юридического языка БГБ: вместо сжатого и образного стиля Кодекса Наполеона в немецком кодексе во главу угла поставлены педантичная точность и исчерпывающая полнота норм, что, однако, часто достигается с помощью канцелярского стиля, чрезвычайно сложного и даже громоздкого построения фраз, обилия специальных юридических терминов, а также огромного количества внутренних отсылок к другим статьям.
В то же время терминология и форма изложения БГБ весьма продуманы: он не прост, но весьма логичен и точен. Юридическое совершенство БГБ высоко оценивается исследователями: «у опытного эксперта, постоянного работающего с БГБ, в конце концов появляется чувство восхищения этим кодексом, поскольку ему открывается скрытая красота точности и строгости мысли», «язык БГБ является, вероятно, самым точным и логичным языком, которым когда-либо писались гражданские кодексы», «я убеждён, что никогда ещё до сих пор в законодательный акт не было вложено столько первоклассной интеллектуальной мощи». Обвинения БГБ в тяжеловесности и громоздкости не учитывают особенностей немецкого языка и традиций германской пандектистики, представители которой создали общую теорию гражданского права с высокой степенью разработанности и детализации. Как отмечал Франц Виакер, «вопреки часто необдуманной критике… язык БГБ отличается преимущественно ясностью, точностью и четкостью, которым вредит лишь онемечивание римской терминологии».
В БГБ отсутствуют определения гражданско-правовых институтов — собственности, договора и др. Таким образом составители БГБ отреагировали на обилие дефиниций в первом проекте кодекса, следуя тем самым старинному римскому правилу, сформулированному ещё Луцием Яволеном Приском — «в цивильном праве всякое определение опасно, ведь недостаточно того, чтобы оно не могло быть опровергнуто» (лат. Omnis definitio in iure civili periculosa est; parum est enim, ut non subverti posset, Д.50.17.202). Законодатель намеренно избегает всяких общих определений, в крайнем случае используя описания. В этом он поддерживается учеными: «определения часто бывают неверными вследствие трудности найти выражение, способное охватить данное явление во всех его направлениях».
Отталкиваясь от римской концепции bona fides, БГБ использовал технику «неопределённых правовых понятий» (нем. unbestimmte Rechtsbegriffe) и «генеральных оговорок» (нем. Generalklausel), вводящих в правовые нормы моральные критерии. К их числу относятся добрые нравы (нем. gute Sitten), добрая совесть (нем. Treu und Glauben), злоупотребление правом (нем. Schikane), обычаи гражданского оборота (нем. Verkehrssitte). Эти критерии установлены следующими нормами Общей части: § 138 («Сделка, противоречащая добрым нравам, ничтожна»), § 157 («Договоры следует толковать добросовестно, принимая во внимание обычаи гражданского оборота»), § 226 («Не допускается осуществление права исключительно с целью причинения вреда другому лицу»); данные термины неоднократно встречаются и в других книгах БГБ (например, § 242, получивший в литературе громкое звание «параграфа-короля»: «Должник обязан исполнить обязательство добросовестно с учетом обычаев гражданского оборота»). Особенно часто применялся § 138, ставший юридической преградой для всевозможных форм ростовщичества и кабальных сделок. Включив в закон право суда принимать решения на основе добрых нравов и обычаев, авторы БГБ сделали шаг вперед в юридической технике, одними из первых использовав в тексте закона так называемую общую оговорку, позволяющую правоприменителю в случае пробела в правовом регулировании найти справедливое решение, руководствуясь понятиями о морали и чести. Правила §§ 138, 157, 226 и основанные на них другие нормы БГБ расширяли область судейского усмотрения, позволяли более гибко истолковывать правовые ситуации, в связи с чем в науке они получили название «каучуковых параграфов». Согласно практике Конституционного суда ФРГ современная роль неопределённых правовых понятий состоит в том, чтобы через их толкование основные права обретали опосредованное действие в частно-правовых отношениях (нем. mittelbare Drittwirkung der Grundrechte).
Помимо БГБ в Германии действуют другие федеральные законы, содержащие нормы гражданского права (нем. Nebengesetze). К их числу относятся, в частности, Закон об ответственности за некачественную продукцию (1989), Закон о собственности на жилые помещения (1951), Закон о наследственном праве застройки (1919), Закон об авторских и смежных правах (1965) и др..

## Содержание БГБ

### Общая часть
В первой книге БГБ «Общая часть» (§§ 1—240) изложен прежде всего статус физических и юридических лиц. Другая объемная группа норм посвящена вопросам, связанным со сделками (дееспособность, волеизъявление, договор, условия сделки, представительство и т. п.). К остальным вопросам Общей части относится учение о вещах, животных, сроках и исковой давности, об осуществлении гражданских прав. В Общей части БГБ нет норм об общих принципах регулирования гражданских правоотношений либо началах толкования и применения гражданского законодательства. Целью Общей части было выделение определённых правовых институтов, общих как для вещного, наследственного или семейного, так и для гражданского права в целом, чтобы избежать ненужных повторений в тексте кодекса. Выделенные в Общей части правовые институты были в значительной степени позаимствованы у пандектистов XIX века.
БГБ различает правоспособность (нем. Rechtsfähigkeit), дееспособность (нем. Geschäftsfähigkeit) и деликтоспособность (нем. Deliktsfähigkeit) физических лиц. Правоспособностью, то есть способностью быть носителем гражданских прав и обязанностей, обладает каждый с момента рождения (§ 1 БГБ). С возрастом правоспособность расширяется, достигая к совершеннолетию полного объёма: человек может стать носителем супружеских, родительских, опекунских прав. Дееспособность, то есть способность своими действиями приобретать гражданские права и обязанности, наступает по достижении совершеннолетия — в 21 год. Ребёнок, не достигший 7 лет, считается абсолютно недееспособным. В возрасте от 7 до 21 года человек ограниченно дееспособен: он может совершать сделки, как правило, только с согласия законного представителя (родителя, опекуна). Деликтоспособность, то есть способность человека нести гражданско-правовую ответственность за вред, причиненный его противоправными действиями, не признается за лицами, не достигшими 7-летнего возраста, и ограничивается в период 7—18 лет (§ 828 БГБ).
Наибольшее внимание в Общей части уделено юридическим лицам. БГБ выделяет два основных вида юридических лиц: общества (нем. Vereine) и учреждения (нем. Stiftungen). Общества преследуют общую цель, определяемую членами данного объединения лиц, имеют структуру, обеспечивающую организационное единство; их существование не зависит от смены лиц, входящих в общество. Общества могут быть коммерческими или некоммерческими; коммерческие общества (акционерные общества, общества с ограниченной ответственностью) преследуют извлечение прибыли, некоммерческие общества преследуют политические, научные, социальные, благотворительные и другие цели, не связанные с извлечением прибыли. Учреждения — юридические лица, создаваемые на основании одностороннего акта волеизъявления частного лица, которое подписывает учредительный документ, где указывается цель создания учреждения и выделяемое для этой цели имущество. В форме учреждений функционируют учебные заведения, библиотеки, музеи, больницы и др. В отличие от учреждений частного права, учреждения публичного права создаются государством (государственные финансовые учреждения, центральный банк и др.).

### Обязательственное право

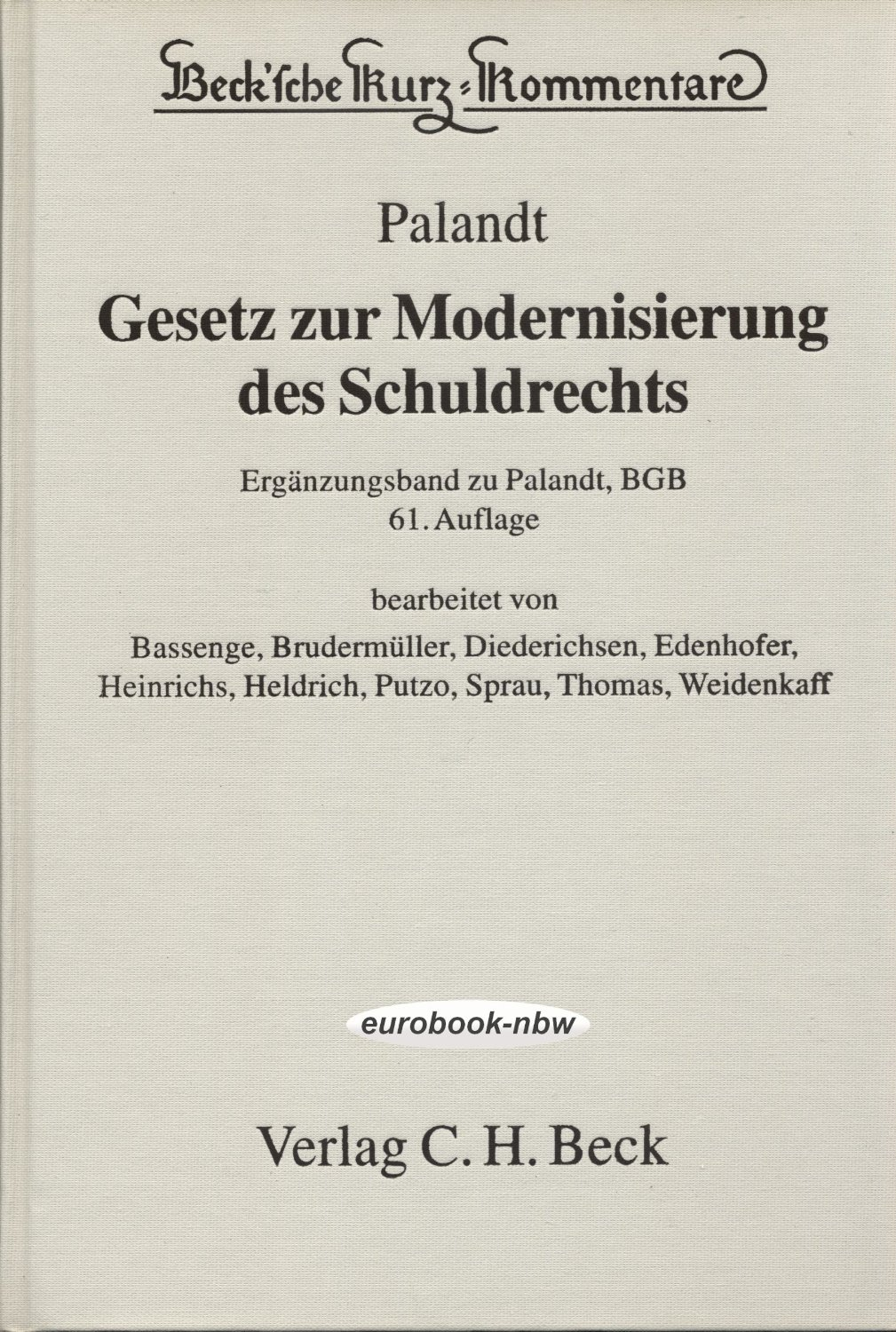
Комментарий к Закону о модернизации обязательственного права

Обязательственное право регулируется нормами второй книги БГБ (§§ 241—853). Поместив обязательственное право раньше вещного и тем самым нарушив традиционный порядок гражданско-правовых институтов в пандектистике, составители БГБ подчеркнули возросшее значение гражданского оборота, интересы которого получают приоритет перед институтами собственности и владения. Вторая книга содержит общие правила об обязательствах (содержание, установление, прекращение, исполнение и др.), а также нормы об отдельных гражданско-правовых договорах (купля-продажа, мена, заём, дарение, аренда, наём жилого помещения, ссуда, оказание услуг, подряд, маклерский договор, хранение и др.). Кроме того, в книге имеются нормы о неосновательном обогащении и так называемых недозволенных действиях — деликтах. Юридическое содержание многих видов договоров определяется Торговым кодексом, в частности, комиссии, экспедиции, складского хранения, перевозки; действуют также отдельные законодательные акты в сфере страхования и авторских прав.
В соответствии со взглядами составителей в БГБ отсутствуют дефиниции как обязательства, так и договора. Отдельные общие нормы содержатся в § 145 («Лицо, предложившее другому лицу заключить договор, связано этим предложением, за исключением случаев, когда оно оговорило, что предложение его не связывает») и § 241 («В силу обязательства кредитор вправе требовать от должника исполнения обязательства. Исполнение обязательства может состоять также в воздержании от действия»). БГБ не содержит отдельной нормы о свободе договора (праве сторон заключать любые договоры, в том числе не предусмотренные законодательством), однако принцип свободы договора часто упоминается в Мотивах к проекту БГБ и последовательно проводится в его нормах. Отдельные ограничения свободы договора предусмотрены нормами о дееспособности физических лиц, об обязательной письменной форме отдельных видов договоров, о запрете заключать договоры, нарушающие требования закона, о недействительности отдельных сделок и др..
Значительное место в БГБ отведено деликтному праву (§§ 823—853). В результате причинения вреда возникают внедоговорные обязательства — обязательства из причинения вреда. В понятие имущественного вреда включается как прямой ущерб, так и упущенная выгода. Норма § 823 гласит: «Лицо, противоправными умышленными или небрежными действиями причинившее вред жизни, телесной неприкосновенности или здоровью, посягнувшее на свободу, право собственности или иное право другого лица, обязано возместить потерпевшему понесённые вследствие этого убытки». В качестве обязательного условия ответственности предусмотрен принцип вины: «Лицо, которое в бессознательном состоянии или в состоянии болезненного расстройства психической деятельности, исключающем сознательное волеизъявление, причинит вред другому лицу, не отвечает за этот вред» (§ 827). Объективная ответственность независимо от вины («ответственность за опасность», нем. Gefährdungshaftung) предусмотрена отдельными законами, регулирующими отношения в сфере промышленности и транспорта дорожного движения, воздушных перевозок, ядерной энергетики, качества продукции, экологии и др. БГБ предусматривает отдельные составы гражданских правонарушений — распространение порочащих сведений, ставящих под угрозу финансовое благополучие (§ 824), нарушение должностным лицом служебных обязанностей (§ 839) и др..
1 января 2002 года вступил в силу Закон о модернизации обязательственного права, внёсший значительные изменения в БГБ и явившийся итогом реформы, начатой ещё в 1978 году по инициативе министра юстиции Ханса-Йохена Фогеля. Были существенно переработаны нормы об исковой давности, неисполнении и ненадлежащем исполнении обязательств, отдельных договорах (купли-продажи и подряда). В БГБ также были интегрированы многочисленные специальные законы, ранее регулировавшие обязательственно-правовые отношения наряду с БГБ (Закон об общих условиях сделок, законодательство о защите прав потребителей), и включён ряд новых институтов, выработанных судебной практикой (позитивное нарушение договорного обязательства, вина при заключении договора и после заключения договора, учение об отпадении основания сделки, прекращение длящихся обязательственных правоотношений по уважительным причинам, несамостоятельная гарантия).

### Вещное право

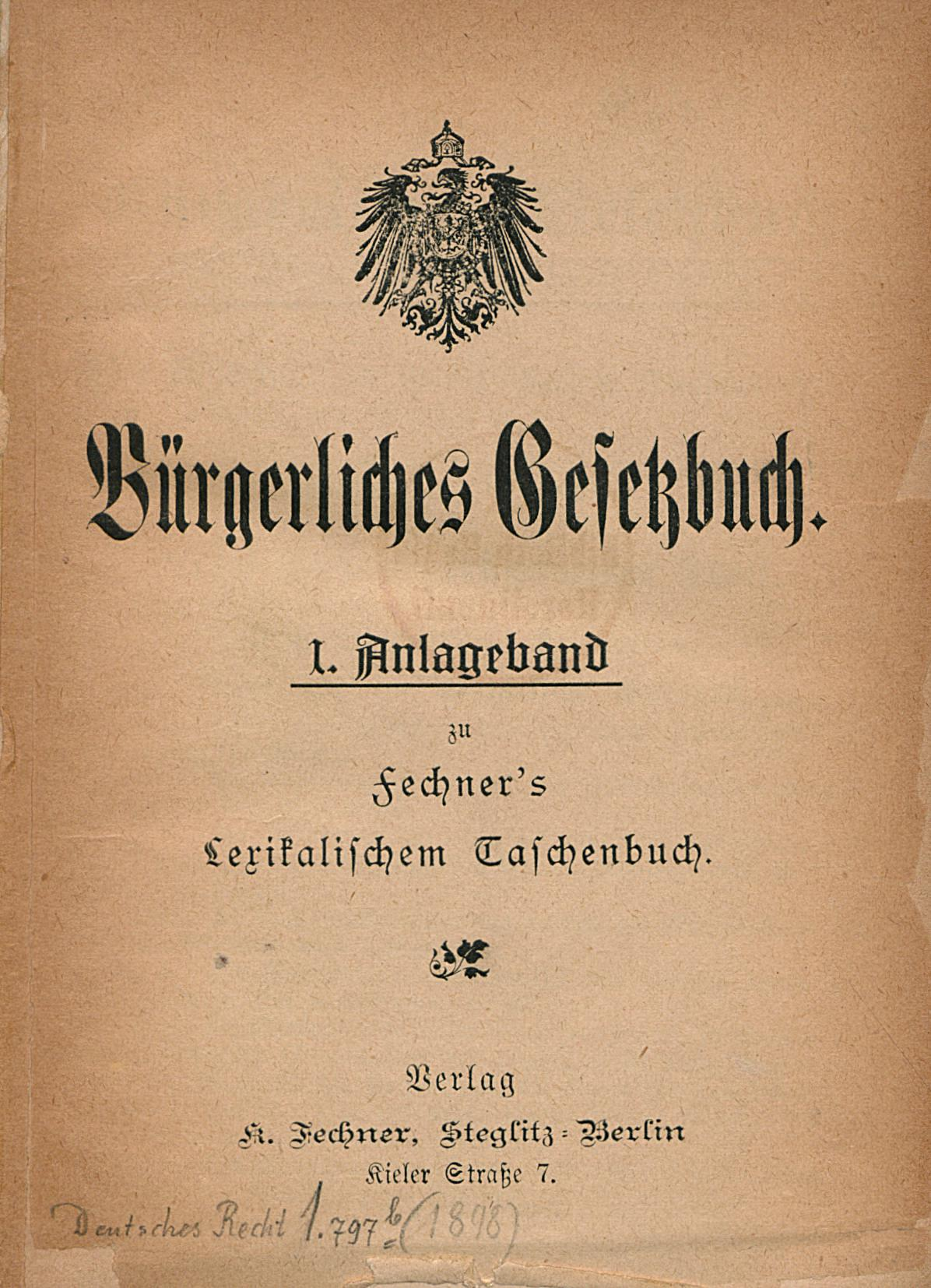
Издание БГБ 1898 года

Третья книга БГБ «Вещное право» (§§ 854—1296) регулирует права на движимые и недвижимые вещи. Основное место в вещном праве БГБ занимает право собственности; кроме него, в систему вещных прав входят владение и так называемые права на чужие вещи — залог, сервитуты, узуфрукт и некоторые другие. Объектом вещных прав является имущество, прежде всего вещественные элементы (вещи). Согласно § 90 БГБ вещами признаются лишь материальные предметы; доктрина и практика относят к разряду имущества и нематериальные объекты — ценные бумаги, патенты и др..
Общая норма БГБ, характеризующая право собственности, — § 903, согласно которому «собственник вещи может, если тому не препятствуют закон или права третьих лиц, распоряжаться вещью по своему усмотрению и устранять любое вмешательство». Таким образом, кодекс выделил два основных правомочия собственника: позитивное — распоряжаться вещью по своему усмотрению и негативное — устранять других лиц от воздействия на неё. Такая характеристика права собственности (обширное господство над вещью и исключительность этого господства) носит традиционное римское происхождение. Тем не менее обширная правовая власть собственника имеет определённые ограничения. В частности, собственник животного при осуществлении своих полномочий должен учитывать особые предписания об охране животного (§ 903), собственник вещи не имеет права воспретить другому лицу воздействие на эту вещь, если такое воздействие необходимо для предотвращения наличной опасности и предполагаемый вред существенно превысит вред, нанесённый собственнику вследствие воздействия на вещь (§ 904), собственник земельного участка не может воспретить действия, осуществляемые на такой высоте или глубине по отношению к его участку, что устранение воздействия не представляет для него интереса (§ 905), собственник земельного участка не может воспретить проникновения к нему с другого участка газов, паров, запаха, дыма, копоти, тепла, шумов сотрясения и иных подобных воздействий, если они не влияют или незначительно влияют на использование участка (§ 906).
В качестве самостоятельного института БГБ регулирует владение (нем. Besitz), уделяя ему значительное внимание. Конструкция германского владения существенно отличается от римского и французского. По учению римских юристов основными элементами владения (лат. possessio) считались corpus (фактическое господство над вещью) и animus (намерение, воля обладать вещью); для этой конструкции характерно различие между владением и держанием (лат. detentio), унаследованное Кодексом Наполеона (ст. 2228). БГБ отверг римскую волевую конструкцию и установил, что «владение вещью приобретается достижением фактической власти над вещью» (§ 854). Соответственно, норма § 856 гласила: «Владение прекращается, если владелец откажется от фактической власти над вещью или иным образом лишится её». Устранив волевой элемент, германский законодатель резко расширил область владения: владельцами стали признаны некоторые категории недееспособных лиц (например, дети) и ряд лиц, обладающих вещами на договорной основе (арендаторы, залогодержатели, хранители и др.). Признав владельцем помимо собственника лицо, временно обладающее вещью на основе обязательственных отношений, законодатель «удвоил» владение, создав особую конструкцию непосредственного и опосредованного владения: как гласит § 868, «если лицо владеет вещью в качестве узуфруктуария, залогодержателя, арендатора, нанимателя, хранителя или на основании иного подобного правоотношения, в силу которого оно вправе или обязано по отношению к другому лицу временно владеть определённой вещью, то последнее также является владельцем (опосредованное владение)». Устранив из владения римский волевой элемент, БГБ существенно расширил сферу владельческой защиты: в частности, согласно § 858 лицо, которое лишает владельца его владения помимо воли последнего или препятствует ему в осуществлении владения, действует противоправно (запрещённое самоуправство), за исключением случаев, когда законом разрешается подобного рода лишение или воспрепятствование.

### Семейное право

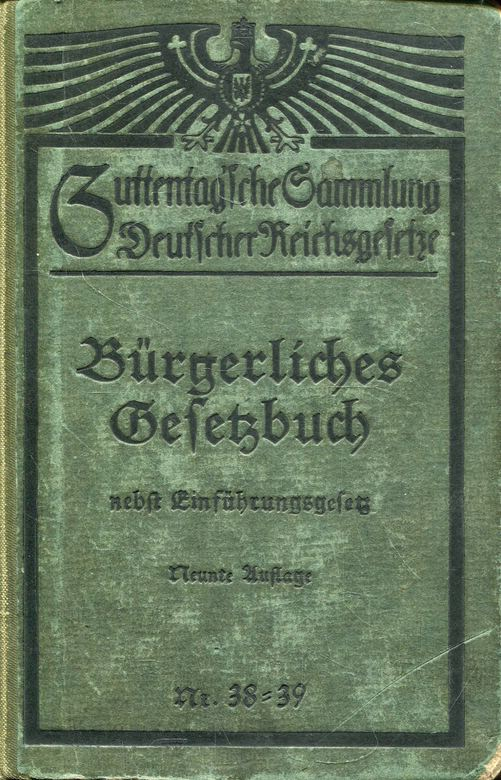
Издание БГБ 1920 года

В четвёртой книге БГБ «Семейное право» (§§ 1297—1921) первоначально были отражены патриархально-консервативные черты регулирования брака и семьи, характерные для уклада жизни конца XIX века. Был установлен высокий брачный возраст для мужчин — 21 год (§ 1303). В § 1354 был прямо закреплён принцип главенства мужа в семейных делах: «Мужу предоставляется решать все вопросы, касающиеся совместной супружеской жизни, в частности он избирает местожительство». Развод допускался в ограниченном числе случаев — при злонамеренном оставлении супруга (§ 1567), грубом нарушении супружеских обязанностей (§ 1568), посягательстве на жизнь супруга (§ 1566), душевной болезни супруга на протяжении более трёх лет (§ 1569); расторжение брака лишь на основании обоюдного согласия супругов не допускалось. Несовершеннолетние (до 21 года) состояли под родительской властью отца (§§ 1627—1683) и матери (§§ 1684—1698), которая, тем не менее, была ограничена учреждением особого опекунского суда, имевшего полномочия лишать родителя права попечения о ребёнке в случае злоупотреблений. Внебрачным детям было предоставлено юридическое положение законных детей только по отношению к матери и её родственникам (§ 1705), что касается отца, то первоначальная редакция § 1589 устанавливала, что «незаконный ребёнок и его отец не признаются состоящими в родстве со всеми вытекающими юридическими последствиями». Внебрачному ребёнку было предоставлено лишь одно ограниченное право по отношению к отцу — требовать содержания до достижения 16-летнего возраста (§ 1708), причём сумма содержания должна была соответствовать социальному положению матери.
Впоследствии нормы четвёртой книги подверглись существенной переработке. Уже Веймарская конституция 1919 года провозгласила принцип равноправия супругов (ст. 119) и право внебрачных детей на такие же условия развития, как и у детей, родившихся в браке (ст. 121). Основной закон ФРГ 1949 года закрепил принцип равноправия мужчины и женщины (п. 2 ст. 3) и с 31 марта 1953 года отменил все законы, которые ему противоречили (п. 1 ст. 117). В 1957 году вступил в силу Закон о равноправии мужчины и женщины, помимо прочего установивший, что имущество, совместно нажитое за время брака, подлежит справедливому разделу между супругами. Закон 1974 года установил общий для мужчин и женщин брачный возраст в 18 лет, исключив право родителей давать согласие на брак своих детей. Закон 1969 года уравнял в правах внебрачных детей и детей, рождённых в браке; § 1589 был отменён и установлено право детей на получение алиментов и наследование на основе признания кровного родства с родителем. Широкомасштабная реформа брачно-семейного права была проведена в 1976 году: утверждена модель брака, основанного на партнёрстве, а не на подчинении; принцип родительской власти заменён на родительскую заботу; внесены изменения в правовой режим имущества супругов и др..
В § 1353 БГБ установлены основные начала брачного союза: «Брак заключается на всю жизнь. Супруги обязаны по отношению друг к другу вести совместную брачную жизнь». Супруги ведут домашнее хозяйство по взаимному согласию (§ 1356), взаимно обязаны своим трудом и имуществом содержать семью надлежащим образом (§ 1360). Основанием для расторжения брака является его распад, то есть непоправимое разрушение отношений между супругами; прекращение брака производится по решению особых семейных судов. Супруги вправе выбрать подходящий для них имущественный режим — договорный либо предусмотренный законом.
БГБ также содержит нормы об обязанностях родителей, усыновлении, опеке и попечительстве. Помимо БГБ различные аспекты семейного права затрагивают в том числе такие законы, как Закон о браке (1938), Закон о гражданском состоянии (1937), Закон о безвестном отсутствии (1939), Закон об усыновлении (1976), Закон о реформе брачного и семейного права (1976), а также Социальный кодекс.

### Наследственное право

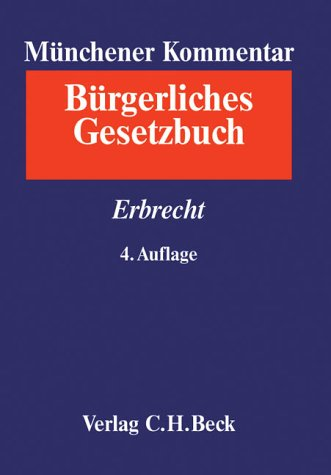
Комментарий к пятой книге БГБ

Основным источником наследственного права является пятая книга БГБ (§§ 1922—2385). Считается, что наследственное право Германии, несмотря на заимствование ряда принципов и институтов римского права, особенно сильно связано с традиционным правом германцев. Для него характерны следующие базовые принципы:
- частный характер наследования: не предусмотрены обязательные доли, отходящие государству;
- свобода завещания: завещатель определяет круг наследников, их доли и может в любое время изменить завещание (при этом данный принцип ограничен рядом правил, в частности, об обязательной доле в наследстве);
- оставление имущества в семье (нем. Familienerbfolge): при отсутствии завещания имущество умершего переходит к членам его семьи;
- универсальность наследования (нем. Gesamtrechtsnachfolge): все имущество целиком составляет наследственную массу и все права и обязанности, связанные с ней, переходят к наследнику.

Предусмотрено два вида наследования: наследование по завещанию и наследование по закону. Завещательные распоряжения могут быть оформлены либо как одностороннее изъявление воли в форме собственноручного завещания, либо как совместное завещание супругов, либо как договор о наследовании. Собственноручное завещание подписывается только наследодателем; в целях обеспечения подлинности возможно публичное завещание, совершаемое путём письменного или устного заявления перед нотариусом (§ 2232). Для совместного завещания достаточно скрепление его подписями обоих супругов. Договор о наследовании (§§ 2274—2302) несёт в себе черты завещания и договора: по этому договору наследодатель может назначить наследника, а также установить завещательные отказы и иные возложения обязанностей, в то же время завещательные распоряжения по договору не могут быть отозваны наследодателем. Дети и родители наследодателя, если они не указаны в завещании, имеют право претендовать на обязательную долю в наследстве, равную половине стоимости доли наследования по закону.
В регулировании наследования по закону БГБ закрепил старогерманскую систему парантелл. Парантелла представляет собой группу родственников, происходящих от общего предка (включая его самого). В соответствии с этим принципом наследниками по закону первой очереди являются прямые нисходящие родственники наследодателя (§ 1924), наследниками по закону второй очереди являются родители наследодателя и их прямые нисходящие (§ 1925), наследниками по закону третьей очереди считаются деды и бабки наследодателя и их прямые нисходящие (§ 1926), наследниками по закону четвёртой очереди являются прадеды и прабабки наследодателя и их прямые нисходящие (§ 1928) и т. д. Внутри наследующей парантеллы наследство получают не все родственники сразу, а лишь старейшие члены парантеллы (например, в случае призвания к наследству второй парантеллы наследство получают только родители наследодателя поровну, исключая братьев и сестер наследодателя). Переживший супруг не входит ни в одну из парантелл и является привилегированным законным наследником, имеющим право на часть наследства от четверти до половины в зависимости от наличия других наследников. В основе этой системы лежало стремление законодателя создать такой порядок наследования, при котором частная собственность оставалась бы в частных руках и предохранялась бы от измельчания.

## Влияние БГБ

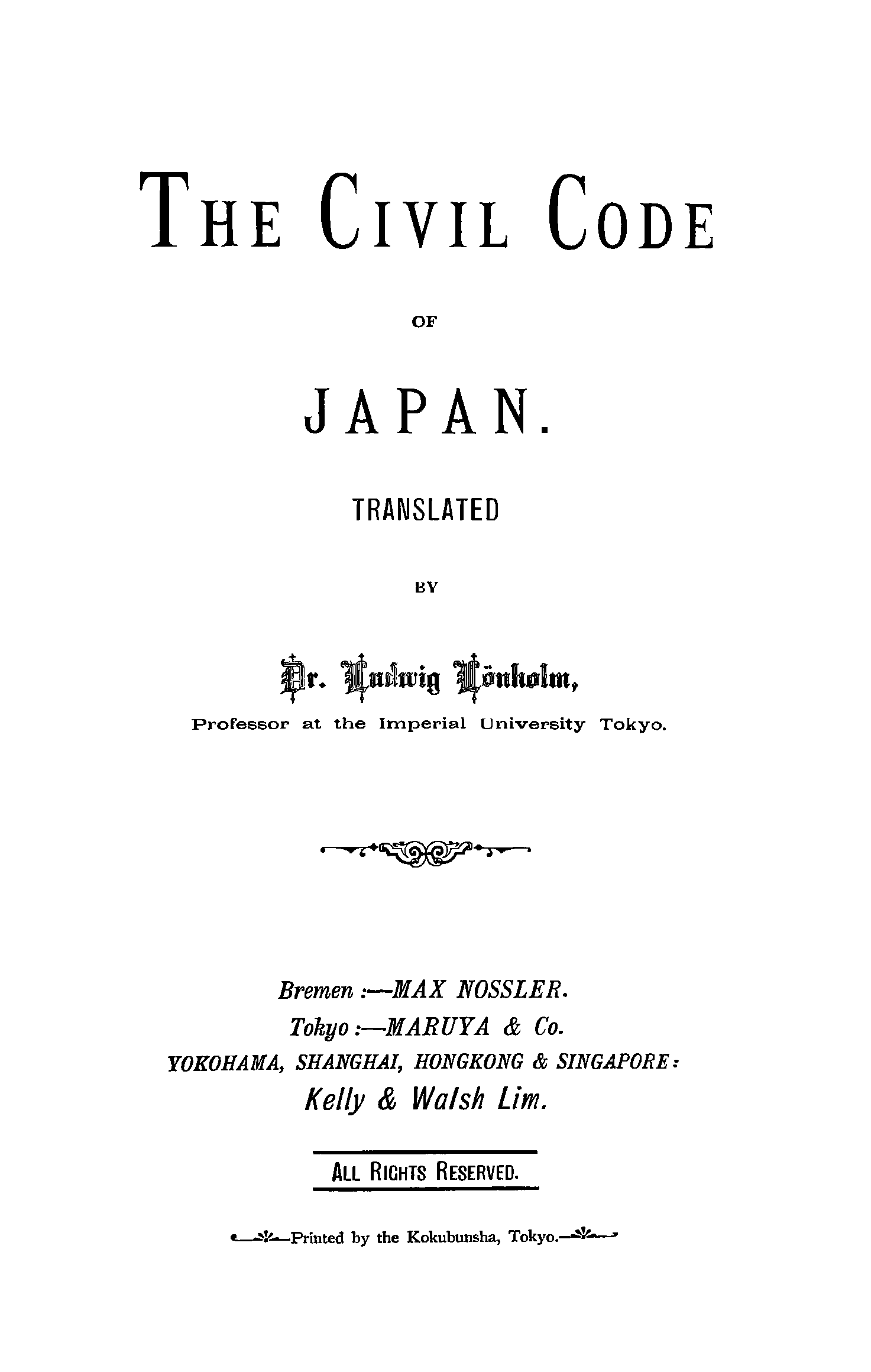
Гражданский кодекс Японии

Несмотря на то, что к моменту принятия БГБ уже почти столетие действовал Кодекс Наполеона, влияние немецкого кодекса на законодательство ряда стран было значительным. Абстрактный стиль языка БГБ считался более высокоразвитой юридической техникой, нежели казуистические нормы французского закона. Другой причиной восприятия БГБ была высокая репутация германского правоведения, обеспечившего немцам звание ведущей нации в области правовой культуры.
В частности, в Венгрии, в 1861 году добившейся определённой автономии в рамках Австро-Венгрии, было отменено действие Всеобщего гражданского кодекса Австрии; как следствие, венгерская судебная практика начала во все большей степени использовать германское право. Что касается самого австрийского кодекса, то его содержание было значительно приближено к БГБ после внесения крупных изменений законами 1914—1916 годов. Структура и институты БГБ были использованы при составлении проекта Гражданского уложения Российской империи, разработанного на рубеже XIX—XX веков, а впоследствии — при разработке Гражданского кодекса РСФСР 1922 года и гражданских кодексов других союзных республик СССР. БГБ оказал влияние на законодательство и разработку проектов гражданских кодексов Чехословакии и Югославии, образованных в 1918 году. Нормами БГБ и швейцарского Закона об обязательственном праве вдохновлялись составители Обязательственного кодекса Польши, принятого в 1933 году и заменившего ряд титулов действовавшего в стране Кодекса Наполеона. Особенно сильно повлиял БГБ на Гражданский кодекс Греции 1946 года, имевшей тесные связи с Германией ещё с 1832 года, когда греческий трон занял представитель баварской династии Оттон (Отто). Общая часть БГБ с некоторыми изменениями была воспринята кодексами Португалии и Нидерландов. На БГБ основаны и кодификации гражданского права некоторых стран Латинской Америки — в частности, Бразилии (1916) и Перу (1936).
Значительное влияние БГБ испытали страны Азии. В Японской империи ещё в 1890 году был опубликован проект гражданского кодекса, составленный по образцу Кодекса Наполеона. Предполагалось, что проект вступит в силу в 1893 году, однако он вызывал возражения, сводящиеся главным образом к вопросам брачно-семейного права. Вновь созданная комиссия изучила только что опубликованный проект БГБ и составила новый проект Гражданского кодекса Японии, построенный по пандектной системе и вступивший в силу 16 июля 1898 года. Королевство Сиам (Таиланд) в 1924—1935 годах приняло гражданский кодекс, который во многом опирался на германское право, за исключением семейного и наследственного права. Гражданский кодекс Китая 1931 года был разработан с ориентацией на БГБ и японский гражданский кодекс, хотя по уровню юридической техники существенно уступал предшественникам.

## Комментарии
1. ↑  От Вюртемберга по поручению вюртембергского короля выступал известный юрист и политик Вехтер, ещё в 1840-х годах участвовавший в междугерманских переговорах о возможном объединении гражданского законодательства.
2. ↑  В связи со смертью Кюбеля в 1884 году проект раздела об обязательственном праве остался неоконченным.
3. ↑  По данным Фернандеса Фортунато. Волков указывает, что председателями были Боссе, Ганауер и Нибердинг, то есть руководители ведомства.
4. ↑  Нормы БГБ, касавшиеся объектов недвижимости, подлежащих регистрации в поземельных книгах, в отдельных округах вступили в силу с момента введения в данных округах поземельных книг. Дата введения устанавливалась местным законодательством.
5. ↑  Например, римский термин «сервитут» в БГБ переведён как «служебность» (нем. Dienstbarkeit), что вначале создавало определённые трудности в уяснении и комментировании.